# 諾瓦克·喬科維奇
诺瓦克·德约科维奇（羅馬化：Novak Đoković，發音：[nôʋaːk d͡ʑôːkoʋit͡ɕ] ⓘ，又译德約科維奇、焦科維奇，1987年5月22日—），生于南斯拉夫社会主义联邦共和国贝尔格莱德，塞尔维亚网球运动员，金滿貫（Golden Slam）與金大師（Golden Masters）得主，是塞爾維亞首位大满贯单打冠军、首位世界第一，截至目前，德约科维奇贏得24座大滿貫冠军，其中包含10座澳网单打冠軍，是获得大满贯冠军最多的男子選手，也是唯一一位实现三圈大满贯的男子選手，贏得7座ATP年終總決賽冠軍、40座大師賽冠軍及2024年巴黎奥运金牌，單打冠軍合計100座。
此外，喬科維奇是ATP史上生涯積分最多、勝率最高、世界第一週數最長，總計428週的紀錄保持人；並8度囊括ATP年終球王，且8度榮膺ITF世界冠軍，更5度獲頒勞倫斯世界體育獎。德约科维奇的总奖金已累積超过1.8億美元，為總獎金最高的網球選手。
2020年，其年收獎金為4460萬美元，在《福布斯》公佈的全球運動員收入排行榜中為第23位。
2008年澳洲網球公開賽，喬科維奇於半决赛中直落三盘击败羅傑·費德勒，隨後在決賽中力克賽會黑馬若-威爾弗里德·特松加，获得職業生涯第一座網球男子單打大滿貫冠军，成為塞爾維亞首位大滿貫冠軍得主。2008年北京奧運會男子單打半决赛中他惜败于最终的金牌得主拉斐爾·納達爾，但他在季軍戰擊敗美國球員詹姆斯·布雷克奪得銅牌。
2011年的德约科维奇是男子网球史上最佳单人单打单赛季之一：这一年的德约科维奇拿下四大满贯赛事中的澳大利亚網球公開賽、溫布頓網球錦標賽和美国網球公开賽三個冠軍，隨後於七月份首次登上世界第一，成為塞尔维亚网球史上第一位頂尖级别的男子球員。另外，2011年上半年連勝41場比賽，连续在七站赛事贏得冠军。全年胜率高达92.1%（70胜6负）；单赛季创纪录囊括五项大师賽冠军。
喬科維奇與同時代的另兩位选手罗杰·費德勒及拉斐爾·拿度，他分別與這兩位選手之间的较量被誉为是网球史上的黄金年代，因此他們三人被現代大眾傳播媒體尊稱為「網壇GOAT」或是“三巨头（Big Three）”，他們创下许多经典戰役，由此也产生大量网坛之最，也分別統治了近年男子網壇。从2004年至今，他們三人被大眾媒介譽為網壇三巨頭，並互相追趕，他們一共取得66個大滿貫冠軍。

## 家庭和個人生活

喬科維奇個人及其基金會標誌

喬科維奇1987年5月22日生於南斯拉夫首都貝爾格勒市，父親為科索沃人，其父母生了三个儿子，喬科維奇是長子，有兩個弟弟馬可·喬科維奇和佐治·祖高域。
他的妻子是耶萊娜·里斯蒂奇，两人的恋情起始於2005年，2013年订婚，2014年4月22日德约科维奇在推特上亲自宣布里斯蒂奇已怀孕。7月中旬，喬科維奇與交往9年的里斯蒂奇在蒙特內哥羅的聖斯特凡島舉行婚禮。2014年，德约科维奇的儿子出生。2017年，女兒出生。
喬科維奇雖然是塞爾維亞人，但目前居住在摩納哥的蒙特卡洛。除了本國的塞爾維亞語之外，他還精通英語、德語、意大利語和法語，是個語言天賦極高的運動員，而在中網期間，喬科維奇也經常在鏡頭寫起漢字和秀出簡短的中文。
喬科維奇篤信塞爾維亞東正教，2011年4月28日，喬科維奇被塞爾維亞正教會授予最高級別的勛章，以表彰他對教會的熱愛和對塞爾維亞人民的幫助和貢獻。喬科維奇身上也戴著象征教會的十字架，在比賽的過程中，經常會拿出來親吻和祈禱。另外，喬科維奇是一個非常熱愛自己國家的人，喬科維奇的裝備經常是由塞爾維亞國旗的三顏色紅、白、藍組成，鞋子也印有塞爾維亞國旗和國徽標誌。
喬科維奇本人是貝爾格萊德紅星足球俱樂部、AC米蘭和葡萄牙里斯本與本菲卡體育俱樂部的球迷。因此在沒有比賽的時候，喬科維奇經常會和這些足球運動員踢球。另外，他和安娜·伊萬諾維奇也是從小一起長大的好朋友，兩人曾經在2013年搭檔打過霍普曼盃，而伊萬諾維奇也曾經出現在喬科維奇的球員包廂中為其加油。
喬科維奇以幽默的性格聞名網壇，個性友好的他在網球界、足球界和其他運動項目都有很多朋友。他也善於模仿其他球員，2007年美網期間，他曾模仿過納達爾和莎拉波娃的發球動作，2008年澳網期間再次模仿莎拉波娃，從而帶起了一股網壇互相模仿的風潮。

## 網球生涯

### 早年
作為前南斯拉夫國家隊的一員，喬科維奇不到14歲的時候就代表國家打進青少年戴維斯盃的決賽。整個青少年時期，喬科維奇在單打比賽中取得了40勝11負的戰績，雙打為23勝6負。在2004年2月的時候，個人最高排名來到青少組的24名。
2003年，喬科維奇正式轉為職業球員，轉職業前期，他主要參加未來賽和ATP挑戰賽，2003年到2005年之間拿了三個冠軍。正式參加ATP世界巡迴賽是在克羅地亞烏馬格舉行的比賽。
喬科維奇第一次出現在大滿貫賽場是在2005年澳洲網球公開賽中，當時以資格賽選手的身份打進正賽，但隨即在首輪不敵後來的冠軍馬拉特·薩芬。在接下來的溫布頓網球錦標賽和美國網球公開賽中都打進了第三輪。這一年他參加了四站大師賽，兩站打進正賽，最好的成績是在巴黎大師賽打進正賽第三輪。

### 2006年：快速上升期

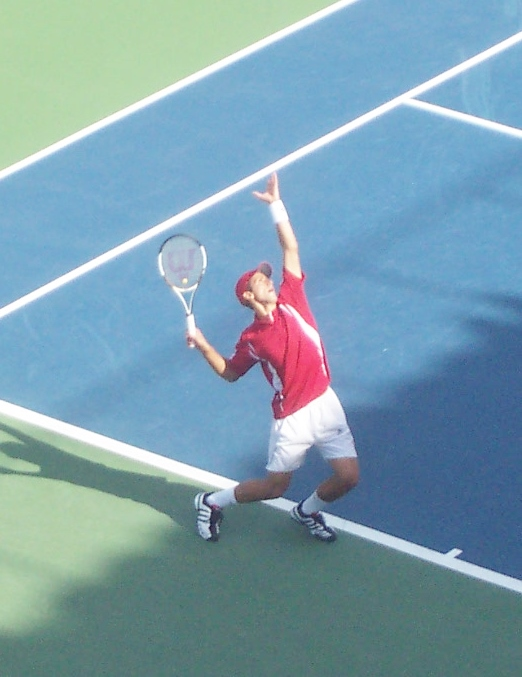
喬科維奇於2006年美網比賽中

喬科維奇年初單打排名為78名，不過在連續兩個大滿貫系列賽有所表現，法國公開賽打入八強，溫布頓錦標賽打入第四輪，亮眼的大滿貫表現，使得他的排名創下個人新高，來到了世界第40名。
7月，在溫布頓過了三週後，他參加鹿特丹公開賽（Rotterdam Open），整站比賽未失一盤，在決賽擊敗2004年雅典奧運會單打金牌得主尼古拉斯·馬蘇，獲得個人首個ATP巡迴賽賽事單打冠軍。隨後在法國梅斯拿到了職業生涯第二座冠軍，個人排名來到世界前20名。除此之外，喬科維奇在2006年馬德里大師賽（2006 Madrid Masters）打進八強，也是其第一次打進大師賽系列的八強。
該年度美國公開賽，喬科維奇打入第三輪，三盤敗於前世界第一萊頓·休伊特。但在隨後的戴維斯盃中，喬科維奇代表塞爾維亞和黑山打敗英國隊，從而帶領塞黑順利進入歐非世界組。隨後，有一段時間外界以為喬科維奇將要代表英國隊比賽，英國媒體報道喬科維奇的團隊曾經和英國國家網協交流過，喬科維奇要放棄塞黑國籍加入英國國籍。當時19歲的喬科維奇排名世界第62名，立即否認了這個事實，認為新聞報道所說的談判並不存在，只是輕描淡寫為：「自從戴維斯盃之後，英國人就對我們表現的非常友善。」然而，三年之後，2009的10月，喬科維奇承認當年他的團隊和父母確實和英國網協的交流過，但事情發生在2006年的4月到5月之間。喬科維奇說：

英國方面給我提供了很多機會，而且由於英國國內當時只有穆雷能打出成績，所以需要更多的好手加入到他們當中。雖然他們提供了豐厚的資金，但是最後還是失望了。我並不需要那些錢，因為我可以（通過比賽）自己賺到，並且有能力能夠請教練、組建自己的團隊。當時我說：「這是什麼意思？」，我是塞爾維亞人，也為塞爾維亞人感到驕傲，我不會因為別的國家有更好的環境，或是提供更好的條件而改變自己的國籍。如果我不得已要為英國出戰，我當然會盡我能力為這個國家打球，但實際上，在內心裡面，我不會感到有歸屬感。於是我就做出了這個決定（指沒有加入英國國籍）。

### 2007年：第一個大滿貫決賽
喬科維奇2007年賽季第一站比賽為阿德萊德公開賽，並在此地奪得生涯單打第三冠。之後職業生涯第三次參加澳洲網球公開賽，但在第四輪遭到正值巔峰的世界第一與衛冕冠軍費德勒直落三盤淘汰出局。
3月份，北美春季硬地賽季的印第安維爾斯大師賽與邁阿密大師賽，喬科維奇表現不俗，各取得亞軍與冠軍的成績，印第安維爾斯大師賽決賽敗給世界第二納達爾獲得亞軍，接著邁阿密大師賽決賽擊敗吉列爾莫·卡尼亞斯，獲得第一個ATP大師系列賽事冠軍，也是生涯單打第四冠，這使他進入世界前十。在贏得職業生涯第一個大師賽冠軍之後，喬科維奇返回塞爾維亞，並帶領塞爾維亞隊打進戴維斯盃世界組。
進入紅土賽季，蒙地卡羅大師賽止步第三輪。在葡萄牙公開賽中決賽擊敗法國好手加斯凱奪得單打第五冠。接著羅馬大師賽與漢堡大師賽，喬科維奇在晉級過程中，分別被納達爾和卡洛斯·莫亞淘汰。法國公開賽首度打入四強，創造了個人職業生涯最佳的大滿貫記錄。但是結果仍與上屆一樣，再度被衛冕冠軍納達爾所擊敗。之後來到溫布頓錦標賽，在八強的比賽中五盤大戰擊敗獲得去年澳網亞軍的馬科斯·巴格達蒂斯，一路闖進四強，創造了個人職業生涯最佳溫網戰績，再次與納達爾交手。但在比賽中，喬科維奇由於手肘受傷，在先贏一盤連輸兩盤的情況下退賽，無緣職業生涯首個大滿貫決賽。

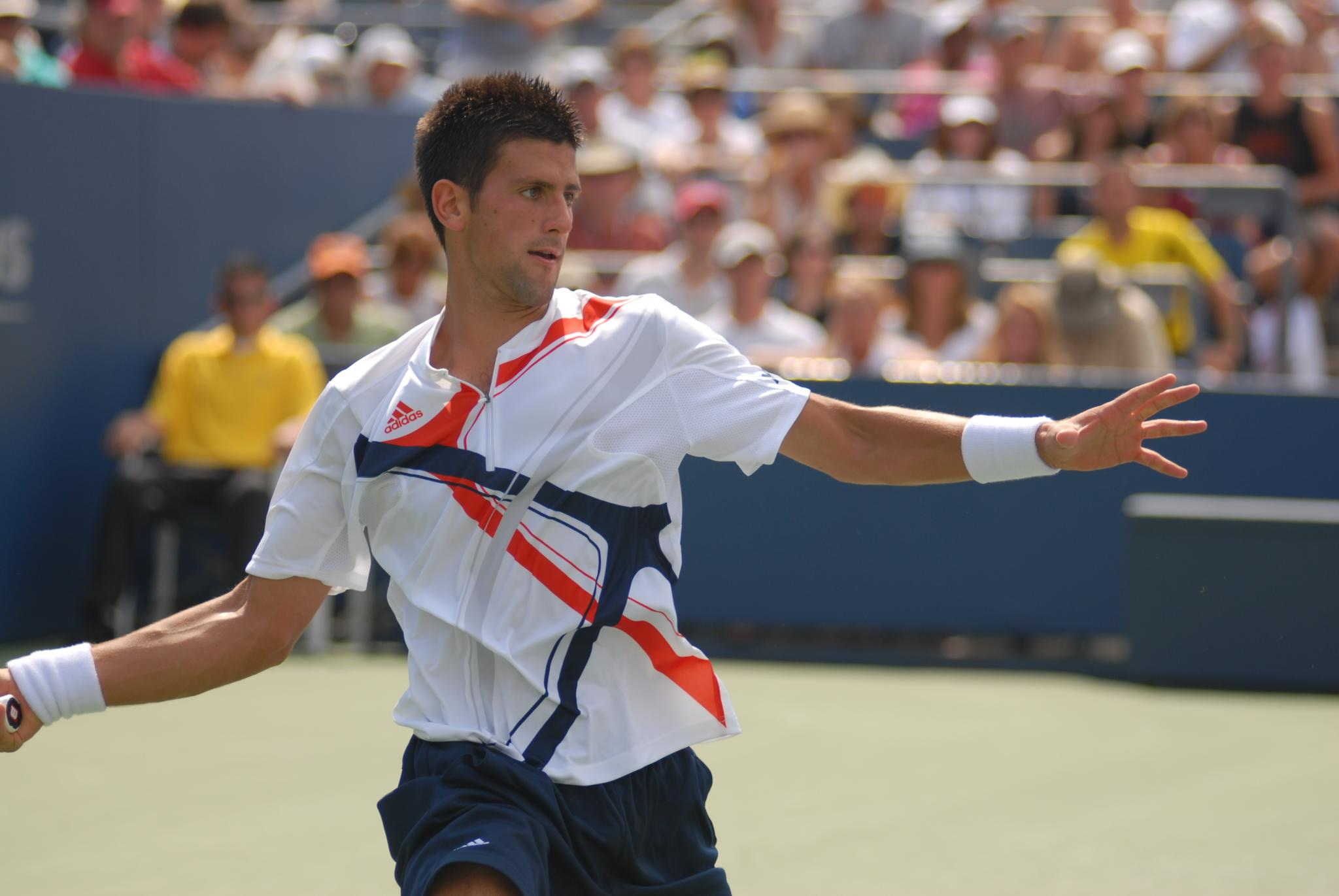
喬科維奇在2007美網

美網系列賽，喬科維奇於加拿大大師賽中分別擊敗世界前三好手，八強擊敗世界第三羅迪克，四強擊敗世界第二納達爾，決賽擊敗世界第一費德勒，奪得第二個ATP大師系列賽冠軍，也是生涯單打第六冠，成為繼1994年鮑里斯·貝克之後，能在同一站比賽中擊敗世界前三的球員。也是繼托馬什·伯蒂奇之後，第二位同時擊敗費德勒和納達爾的球員。這場比賽之後，前世界第一比約恩·博里就斷言，喬科維奇將是大滿貫冠軍的有力競爭者，未來也將會奪得大滿貫冠軍。然而在辛辛那提大師賽中，喬科維奇在第二輪被前世界第一卡洛斯·莫亞直落二盤淘汰。但是這並沒有影響到喬科維奇在美網的發揮，美國公開賽，喬科維奇首度打入大滿貫決賽，雖然在前兩盤中拿到多個盤末點，但經驗不足的他一一被衛冕冠軍費德勒所化解並遭到逆轉。最終以64–7、62–7、4–6直落三盤敗給費德勒。
10月份，喬科維奇在奧地利維也納公開賽奪得本賽季第五冠，也是職業生涯單打第七冠，於決賽中擊敗斯坦尼斯拉斯·瓦林卡。隨後在馬德里大師賽中打入四強，最後不敵阿根廷球員大衛·納爾班迪安。此戰過後，喬科維奇的排名再創新高，來到了世界第三，成為年終大師盃的八個球員之一，但在小組賽中即被淘汰。隨後，他獲得了塞爾維亞頒發的國家最佳運動員頭銜。
年末喬科維奇代表塞爾維亞國家隊打敗澳大利亞隊，順利打進2008年戴維斯盃世界組。2008年年初與俄羅斯隊的第一輪比賽中，突然遭受流行性感冒侵襲，不得不退出單打項目的比賽，但之後搭檔隊友內納德·齊莫尼奇進行了雙打比賽。

### 2008年：首奪大滿貫冠軍

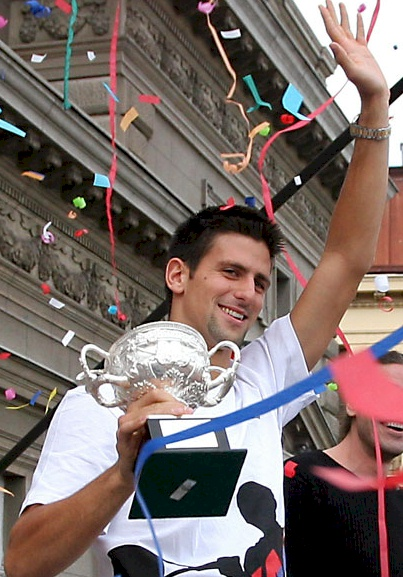
喬科維奇奪得澳洲冠軍之後，回到貝爾格萊德街頭慶祝

澳洲網球公開賽，喬科維奇在四強直落三盤擊敗三屆賽會冠軍羅傑·費德勒，中斷費德勒連續十次大滿貫決賽的紀錄。也成為繼古斯塔沃·库尔滕於2004年法國網球公開賽之後，第一位在大滿貫賽事直落三盤擊敗費德勒的人。至此，喬科維奇成為新生代中第一個在四大滿貫全部打進四強的球員，也成為公開化年代以來打進四大滿貫最年輕的球員。在決賽中與法國黑馬若-威尔弗里德·特松加交手，在先失第一盤的情況下，倒趕三盤擊敗特松加，以4–6、6–4、6–3、7–62奪得第一座大滿貫賽事冠軍，亦是個人ATP單打第八冠。這也標誌著從2005年澳網開始，第一個不是由費德勒或納達爾奪得的大滿貫冠軍。
之後於杜拜網球錦標賽四強的比賽中被最後的冠軍安迪·羅迪克淘汰出局。隨後在印第安維爾斯大師賽決賽中擊敗美國選手馬爾迪·菲什，獲得第三個ATP大師系列賽冠軍，個人生涯單打第九冠。
4、5月紅土賽季，蒙地卡羅大師賽，在四強與費德勒交手，後來在比賽過程中退出比賽。羅馬大師賽，在決賽中擊敗斯坦尼斯拉斯·瓦林卡，獲得個人第四個ATP大師系列賽冠軍，職業生涯第十冠。漢堡大師賽，在四強中與拉斐爾·納達爾交手，三盤不敵對手被淘汰出局。之後角逐法國網球公開賽，喬科維奇列為第三種子，在四強中再度與三屆衛冕冠軍納達爾交手，雖然曾在第三盤逼入搶七，結果與上屆一樣，被對手以直落三盤擊敗，無緣晉級決賽。
6月份草地賽事，喬科維奇參加了溫網前熱身賽女王盃（Queen's Club Championships），一路打進決賽，但在決賽中第三度與納達爾交手，再度敗給納達爾，獲得亞軍。溫布頓網球錦標賽，喬科維奇為第三種子，第二輪喬科維奇被前世界第一马拉特·萨芬淘汰出局。至此，連續五次大滿貫四強遭到終止。
美網系列賽，喬科維奇在加拿大大師賽八強的比賽中被八號種子安迪·穆雷淘汰，衛冕失利。隔週的辛辛那提大師賽，他在四強中擊敗納達爾，終止了後者的32連勝，不過決賽再度被穆雷擊敗。8月，喬科維奇第一次參加奧運會，於北京奧運會單打比賽中，喬科維奇在四強三盤不敵後來奪得金牌的納達爾，不過在銅牌爭奪戰中，直落兩盤擊敗美國選手詹姆斯·布雷克，奪得銅牌。雙打比賽中，喬科維奇與同胞澤蒙季奇搭擋，不過止步於第一輪。
奧運會過後，喬科維奇以三號種子的身份參加美國公開賽，於第四輪擊敗大衛·費雷爾，八強擊敗安迪·羅迪克，順利闖進四強，不過賽後於媒體採訪的時候，喬科維奇批評羅迪克借用濫用手段，借訓練師之手干擾比賽，表示羅迪克的行徑相當過分。不過四強賽中再次遭遇四屆冠軍費德勒，重演去年決賽的對決陣容，雖然拿下一盤，但最終以1比3不敵費德勒無緣決賽。
11月，喬科維奇以二號種子的身份第二次參加年終大師盃，由於納達爾退賽，在小組賽中擊敗尼古莱·达维登科與胡安·馬丁·德爾波特羅，雖然敗給特松加，但仍順利晉級四強。在四強中喬科維奇擊敗吉勒·西蒙，在決賽中以6–1、7–5再次擊敗达维登科，奪得首座大師盃冠軍，也是個人ATP單打第11冠。

### 2009年：五進大師賽決賽與躋身四巨頭
本賽季喬科維奇從布里斯班國際賽開始，但隨即首戰出局。隔週的悉尼國際賽，於四強中敗於芬蘭球員亞爾科·涅米寧。作為衛冕冠軍，喬科維奇帶著不佳的熱身賽成績來到墨爾本公園，以三號種子的身份參加澳洲網球公開賽，但在八強賽與安迪·羅迪克的比賽中因為中暑退賽，不但衛冕失利而且損失巨額積分。之後在杜拜網球錦標賽決賽擊敗西班牙球員大衛·費雷爾，獲得生涯單打第12冠。一週之後，喬科維奇參加印第安維爾斯大師賽，但在八強的比賽中再度敗於安迪·羅迪克，衛冕失敗。隨後轉戰邁阿密大師賽，雖然在四強中擊敗費德勒，但在決賽中卻敗於安迪·穆雷。至上賽季到此戰，喬科維奇已經連續三次敗給安迪·穆雷。

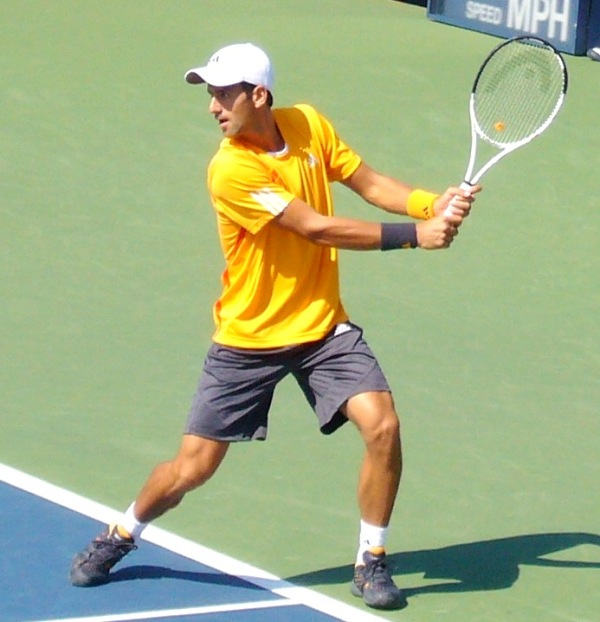
德约科维奇在2009年美國公開賽

進入紅土賽季，德约科维奇首度闖進蒙地卡羅大師賽決賽，但再次敗給拉斐爾·納達爾。羅馬大師賽，以衛冕身份參賽，在四強再度擊敗費德勒，但決賽再度敗於納達爾，衛冕失敗。至此，喬科維奇在紅土的比賽中，從未贏過納達爾。此次失利造成德约科维奇的世界排名下滑第四，結束連續81週的世界第三排名。5月份參加在自己國家舉辦的塞爾維亞網球公開賽，德约科维奇為頭號種子并最終奪得職業生涯單打第13冠。接著參加馬德里大師賽，德约科维奇在四強再次與納達爾交手，但最終以3–6、7–65、7–69再一次負於納達爾，這場比賽耗時四個小時。也是網球巡迴賽公開化年代以來，比賽時間最長的三盤兩勝制的比賽。法國網球公開賽，德约科维奇意外的被德國球員菲利普·科爾施賴伯爆冷淘汰，止步第三輪，在2006年到2008年之間連續三年打進大滿貫八強的記錄也遭到終止。6月的草地賽季，喬科維奇以頭號種子的身份參加哈雷公開賽，但決賽不敵德國球員托米·哈斯。隨即的溫布頓網球錦標賽，德约科维奇在八強中再次敗給哈斯。
美網系列賽，喬科維奇於加拿大大師賽八強賽中第三度與羅迪克交手，兩盤敗於對方，自澳網開始三連敗於羅迪克，止步於八強。而在辛辛那提大師賽，與三號種子納達爾交手，最終兩盤擊敗對手晉級決賽，這是他連續二年晉級決賽，決賽與重登世界第一的費德勒交手，結果遭到對手直落兩盤擊敗，苦吞該年第五個亞軍。
美國網球公開賽，德约科维奇為第四種子，第四輪賽事輕鬆擊敗拉德克·斯泰潘內克後，被大會司儀要求上演了一段模仿约翰·麦肯罗的模仿秀，德约科维奇模仿麦肯罗的火爆脾气和其标志性的截击，以及麦肯罗的口頭禪「你不是認真的吧！」（You cannot be serious!），結果引得在場觀眾一片起哄和掌聲，作為2009年美網大會的嘉賓評述員的麦肯罗也突然從評述台上走進球場和年輕的喬科維奇切磋球技，把氣氛推至高潮。八強與該年度澳網闖進四強的黑馬費爾南多·貝爾達斯科苦戰四盤逆轉打進四強，這是他自2007年闖進美網決賽以來連續三年進入四強，不過仍在四強中遭遇世界第一費德勒，結果還是與前兩屆一樣，被费德勒以直落三的比分擊敗。
10月份的中國公開賽，喬科維奇為賽會二號種子，在晉級決賽過程中，決賽與克羅埃西亞的馬林·西利奇交手，結果以直落二盤擊敗對手，奪得該年度第三個冠軍，也是其職業生涯單打第14冠。隨後於上海大師賽的四強比賽中不敵上屆亞軍尼古萊·達維登科。而後在大衛杜夫瑞士室內賽決賽中三盤比力克世界第一費德勒，奪得本賽季第四個冠軍，亦是個人生涯第15個冠軍。年度最後一站大師賽巴黎大師賽，喬科維奇於四強賽中擊敗老對手納達爾，決賽苦戰三盤打敗地主球員加埃爾·蒙菲爾斯，奪得本賽季第一個ATP大師賽單打冠軍，也是今年第五個冠軍，亦是個人生涯第16個單打冠軍。年度最後一項賽事年終總決賽，喬科維奇作為衛冕冠軍，小組賽打敗達維登科，之後打敗納達爾，但最後一場比賽不敵羅賓·索德林，綜合排名之後以小組第三的成績無法晉級四強。
喬科維奇該年度十次闖進決賽，五次獲得亞軍，均為1000級別的大師賽，而獲得的五個冠軍為500或以下級別的比賽。全年喬科維奇共打了97場比賽，78勝19負，是所有男子球員當中勝賽數最高的球員。最終連續三年年終排名第三結束整個賽季。

### 2010年：低潮期與首奪戴維斯盃冠軍
該年度是喬科維奇自2007年以來，在巡迴賽上表現最差的一年，全年沒有打進過大師賽決賽。在全年賽事中四闖決賽，獲得了兩個冠軍。於年度最後一項大滿貫賽事美國網球公開賽中再次打進決賽，但最終不敵納達爾，第二度獲得美網亞軍。
於年初的澳洲網球公開賽，德约科维奇晉級八強後，與若-威尔弗里德·特松加交手，重現08年決賽對決陣容，前三盤本以盤數2–1領先，但是在第四盤時因胃痛而遭到對手逆轉止步八強。由於衛冕冠軍拉斐爾·納達爾八強賽中因傷退賽，而安迪·穆雷在決賽敗給世界第一羅傑·費德勒獲得亞軍，喬科維奇的世界排名確定在澳洲公開賽後會上升為世界第二。2月，喬科維奇參加鹿特丹公開賽（Rotterdam Open），在四強意外遭到俄羅斯球員米哈伊爾·尤日尼淘汰出局。不過在月底參加的杜拜錦標賽，決賽再次與尤日尼交手，以三盤擊敗對手獲得冠軍，也是生涯首次在ATP巡迴賽中衛冕成功。3月北美硬地賽，於印第安維爾斯大師賽第四輪遭到克羅埃西亞老將伊万·柳比契奇淘汰出局。隔週，喬科維奇參加邁阿密大師賽，第二輪首戰遭到比利時老將奧利維埃·羅庫斯淘汰出局。
進入紅土賽季，喬科維奇參加了蒙地卡羅大師賽，四強賽中敗於費爾南多·貝爾達斯科。4月底的羅馬大師賽，喬科維奇在八強中再次敗給貝爾達斯科。5月份，作為衛冕冠軍，喬科維奇參加家鄉賽事塞爾維亞網球公開賽，但在打入八強後因過敏問題而退出比賽。法國網球公開賽，喬科維奇在八強的比賽中，在先贏得前兩盤的情況下遭到奧地利的于爾根·梅爾策逆轉淘汰出局。

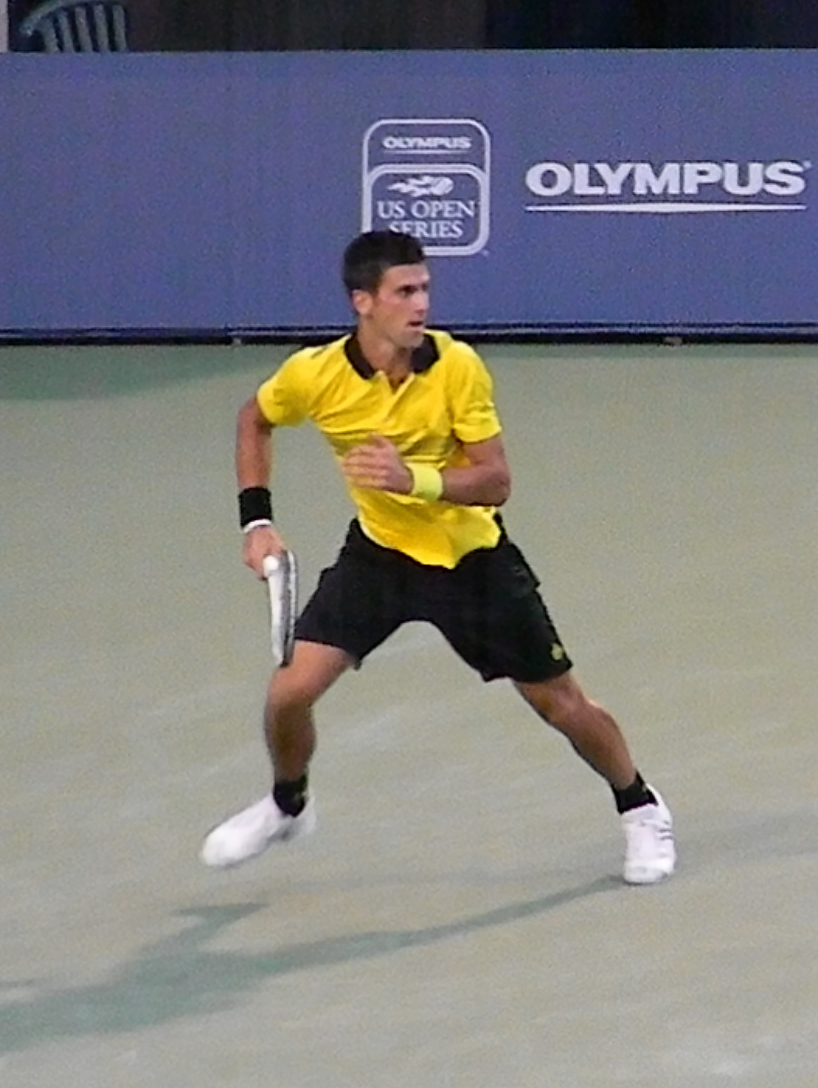
喬科維奇在2010年羅傑斯盃

在溫布頓網球錦標賽中一路淘汰對手再次闖進四強，但敗給在八強中擊敗費德勒的捷克球員托馬什·伯蒂奇。在排名方面，由於2009年冠軍費徳勒在八強出局，喬科維奇的世界排名回升至第二。美國公開賽，四強賽中喬科維奇於決勝盤挽救兩個賽點下，最終以5–7、6–1、5–7、6–2、7–5 擊敗五屆美網冠軍費德勒，終止了前三年美網對陣費德勒三連敗，並繼2007年後第二度打入決賽。因下雨而延後一天進行決賽，喬科維奇儘管多一天休息恢復體力，仍在決賽中以4–6、7–5、4–6、2–6 不敵一號種子納達爾，第二次獲得亞軍。在美網後，喬科維奇取代費德勒重回世界第二的位置。
亞洲賽季，喬科維奇第二度參加中國網球公開賽，首次列為頭號種子，決賽中兩盤擊敗大衛·費雷爾，以不失一盤之姿順利衛冕成功，奪得該年度第二座單打冠軍暨職業生涯第18座單打冠軍。隨後在上海大師賽四強敗給費德勒，世界排名也下降至第三。
巴黎大師賽第三輪不敵米夏埃尔·洛德拉，衛冕失敗。年度最後一站比賽，ATP世界巡回赛总决赛，喬科維奇與納達爾、安迪·羅迪克、托馬什·貝爾迪赫同為A組，第一場打敗伯蒂奇，第二場不敵老對手納達爾，第三場擊敗羅迪克，以小組賽2勝1敗進入四強。四強的對手是費德勒，被後者兩盤擊敗。最終以連續四年世界第三結束2010年賽季。
雖然在巡迴賽與大滿貫表現不盡人意，但該年度喬科維奇帶領塞爾維亞隊打進戴維斯盃世界組決賽，在決賽中擊敗法國隊，使得塞爾維亞第一次也是至目前為止唯一一次獲得戴維斯盃的冠軍。因此，喬科維奇再次獲得了塞爾維亞最佳運動員的頭銜和年度最優秀運動員稱號。

### 2011年：世界第一與第一巔峰

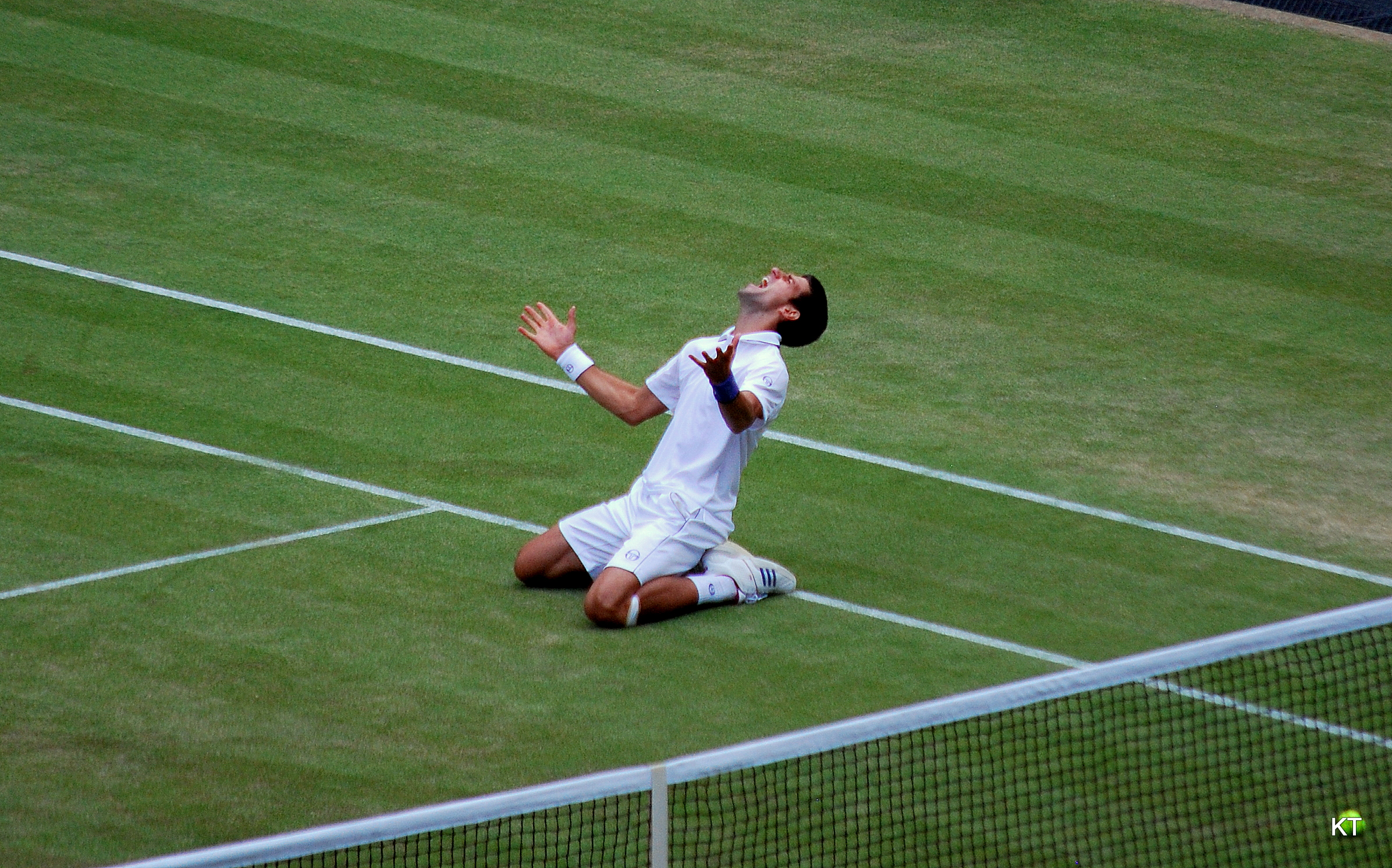
2011年首夺个人第一座温网冠军并且首度登上世界第一的喬科维奇

2011年是喬科維奇最為出色的賽季。全年四大滿貫獲得了澳網、溫網、美網三個冠軍，法網打進四強。從2010年戴維斯盃開始至法網四強，喬科維奇打出了一波43連勝的高潮。全年11次闖進決賽，10次奪冠，包括五個大師賽冠軍。全年取得70勝6負的絕佳戰績，被眾多網壇名宿和專家稱為喬科維奇最成功的賽季，也是公開化年代以來，僅次於羅德·拉沃和費德勒，第三個最成功的賽季。而前世界第一皮特·桑普拉斯甚至稱，這個賽季是他一生中見過的最優秀的網球賽季，甚至可以成為「所有運動中成就最高的一個賽季之一。」另外，本賽季也刷新了網球歷史上最高的獎金紀錄，達到1,200萬美元。而在溫網打進四強之後，喬科維奇也確認取代納達爾成為新的世界第一，自2004年以來第三位登上世界第一的人，也成為塞爾維亞第一個登上世界第一的男子球員。喬科維奇被國際網球聯合會授予年度最佳運動員奖，也因為本賽季的絕佳表現獲得了勞倫斯世界體育獎年度最佳運動員。
之前幾個賽季被納達爾壓著的喬科維奇，2011年賽季打出了對對手的六連勝。不僅在硬地上取得對對手的連勝，而在紅土上也取得了對對手的二連勝，所有比賽都發生在決賽中。而納達爾談到對喬科維奇的連敗，納達爾直言喬科維奇這一年的表現是他職業生涯以來見過的最好的表現。
這一年，喬科維奇擺脫了過去经常退賽的毛病，飲食和體能也得到改善。喬科維奇從澳網開始便一路連勝到法網四強。喬科維奇自己則將成功歸因于更多的训练和平和的心态。而對比起前幾個賽季，喬科維奇的心智和心理素質也成熟了不少。美網四強挽救賽點逆轉對手闖入決賽，也是他連續第二年挽救賽點，同樣都是與費德勒交手。而在打法上面，喬科維奇之前是一個底線防守型的球員，他的得分手段為發球和反手斜線和直線。而到了2011年溫網期間，喬科維奇將反手接發球，反手直線和反手斜線之間的銜接和進攻發揮到了巔峰水準。

### 2012年：連續兩年年終第一

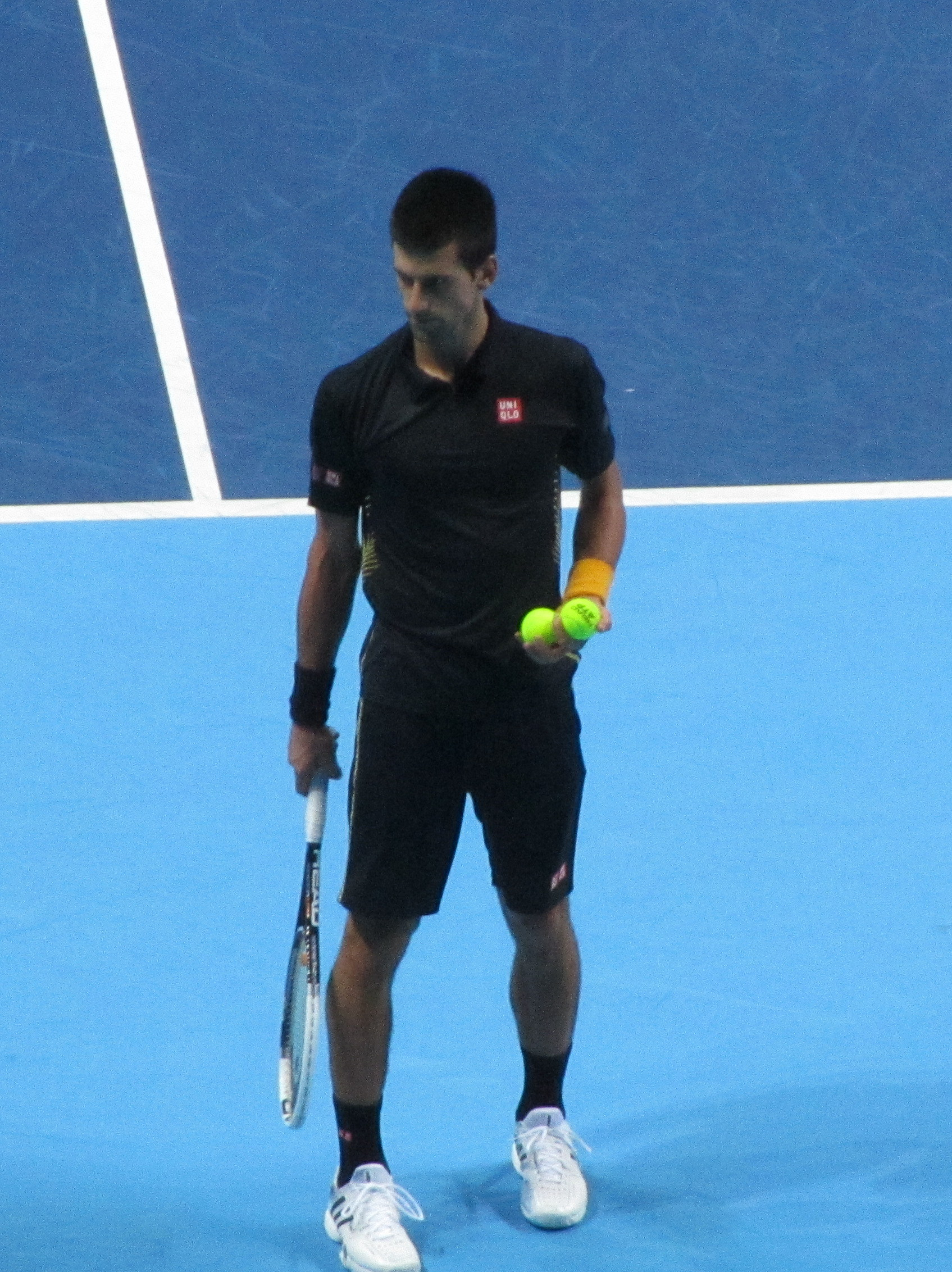
喬科維奇在2012年年終總決賽比賽現場

相比起連勝不止的2011年賽季，喬科維奇在2012年的表現不如2011年，但是全年表現穩定。澳洲網球公開賽，喬科維奇作為衛冕冠軍，在闖入半決賽前僅失一盤。半決賽中，他耗時4小時50分鐘，以3比2的比分擊敗安迪·穆雷。決賽中，他與拉斐爾·納達爾熬戰創大滿貫決賽歷時紀錄的5小時53分鐘，最終以5–7、6–4、6–2、65–7、7–5戰勝對手，第三次獲得該項賽事冠軍。
進入三月份的北美硬地賽和4、5月份的紅土賽季，喬科維奇的表現均不如2011年強勢。印第安維爾斯大師賽，準決賽以三盤不敵敗給美國選手約翰·伊斯內爾，衛冕失敗。但隨後在邁阿密大師賽中以不失一盘不丢一个发球局的战绩晋级决赛。决赛中再次面对穆雷，德约科维奇兩盤獲勝，以未失一盤的戰積贏得冠軍。2011年缺席的蒙地卡羅大師賽，喬科維奇參賽並一路闖進決賽，最終輸給了拉斐爾·納達爾，終止了對對手的七連勝。隨後在馬德里止步八強。羅馬闖進決賽，但不敵納達爾，吞下了對對手的二連敗。年度第二項大滿貫法国网球公开赛，喬科維奇首度闖進決賽，並且已經連續四次闖進大滿貫決賽，前三次奪冠的他將尋求跨年度奪取全滿貫，這也是1969年羅德·拉沃奪得全滿貫之後，又一位有機會能連續奪得四大滿貫的球員。然而決賽因為下雨用了兩天的時間進行，最終以1比3不敵納達爾，對戰三連敗。隨後在溫布頓網球錦標賽，喬科維奇在準決賽中以以1比3不敵羅傑·費德勒，因費德勒拿下冠軍，喬科維奇衛冕失敗，世界排名下滑至第二名。
2012年倫敦奧運會，喬科維奇成為了塞爾維亞國家隊的旗手，在男子單打準決賽中，兩盤不敵本土名將安迪·穆雷，銅牌戰也敗給胡安·馬丁·德爾波特羅。
來到美網系列賽，喬科維奇成功衛冕了羅傑斯盃。隨後在辛辛那提大師賽男子單打決賽中，敗於費德勒無緣冠軍，這也是他在此地獲得的第四個亞軍。美國網球公開賽，喬科維奇第四度闖入決賽後，最終以2比3的比分不敵安迪·穆雷，衛冕失敗，第三度獲得美網亞軍。
亞洲賽季，作為衛冕冠軍，喬科維奇以一號種子的身份參加中國網球公開賽，決賽擊敗法國選手若-威爾弗裡德·特松加，第三度在中網贏得冠軍。之後在上海大師賽表現出色，決賽中以5–7、7–611、6–3曾挽救五個賽末點，逆轉擊敗穆雷，首奪上海大師賽冠軍。由於2011年喬科維奇缺席了上海大師賽，因此淨賺1000個積分。巴黎大師賽第二輪首戰敗給薩姆·奎里，但因費德勒並未參加此賽事，隨後他超越費德勒重返世界第一，並將世界第一延續到2012年年終，也標誌著他連續兩年排名世界第一。
於年度最後一站大賽年終總決賽，喬科維奇先後打敗穆雷和費德勒，第二度獲得年終賽的冠軍。也由於他在大滿貫賽場的優異表現，ITF再次授予他世界冠軍獎的殊榮。

### 2013年：第六座大滿貫冠軍與101週世界第一

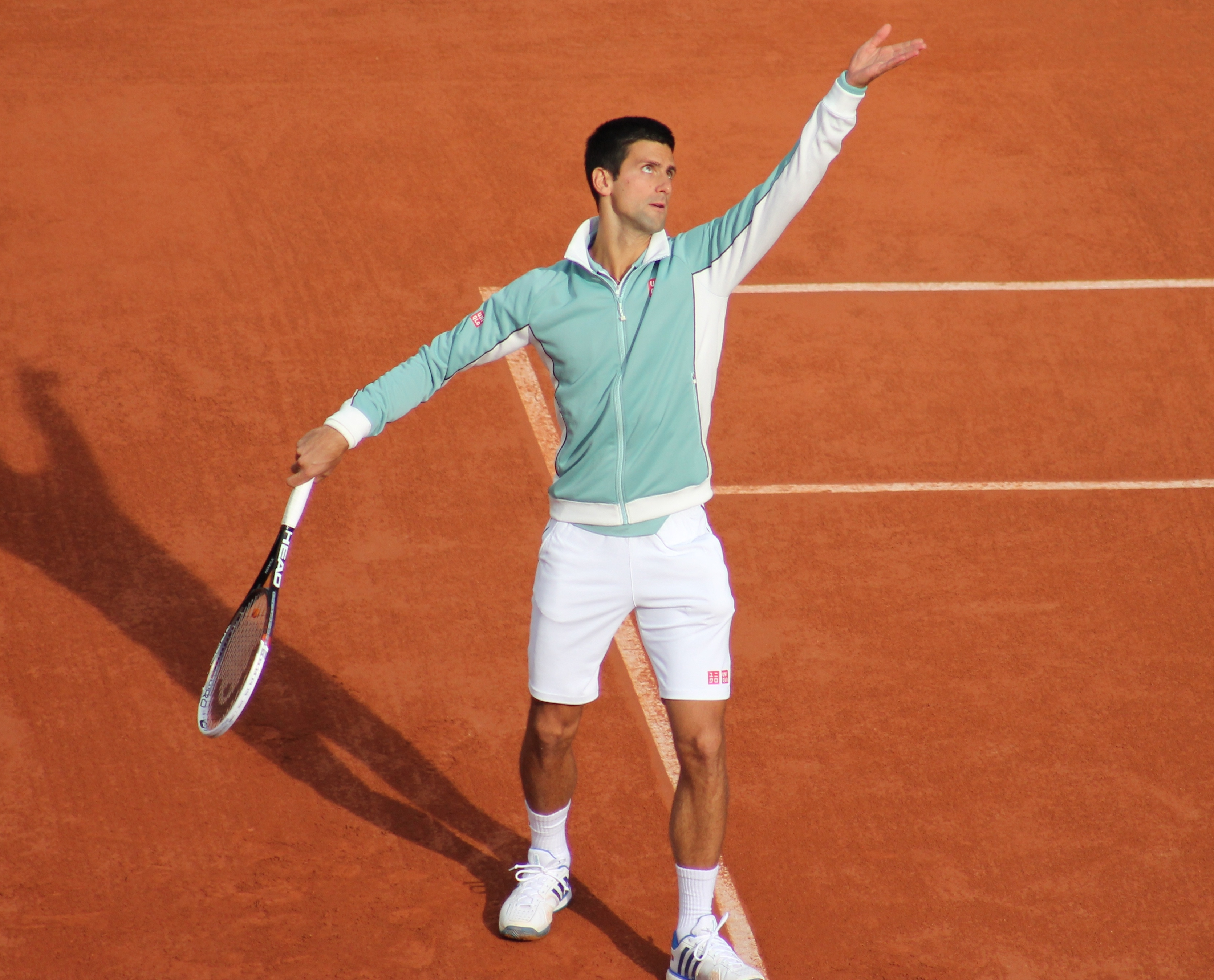
喬科維奇在2013年法網第四輪的比賽現場

喬科維奇在2013年的表現總體呈現出前後高、中間低的狀態。作為衛冕冠軍，喬科維奇以一號種子的身份參加澳洲網球公開賽，在第四輪中，他耗時五小時以3比2的比分擊敗斯坦尼斯拉斯·瓦林卡。而決賽中，以3比1戰勝安迪·穆雷，第四次獲得該項賽事冠軍。也成為了公開化年代以來第一位能在澳網三連冠的球員。一週之後，他在杜拜網球錦標賽擊敗伯蒂奇，至此，他在此地已經贏了了五個冠軍。然而，進入三月份的北美硬地賽，喬科維奇顆粒無收，前後倒在四強和第四輪。印第安維爾斯大師賽，準決賽敗給阿根廷選手胡安·馬丁·德爾波特羅，邁阿密大師賽第四輪敗給托米·哈斯。
紅土賽季，喬科維奇參加了蒙地卡羅大師賽，決賽擊敗拉斐爾·納達爾，第一次在此地獲得冠軍，同時也終結了納達爾在此的八連冠。至此，ATP1000大師賽九站比賽中，喬科維奇已經拿到了八站，僅缺辛辛那提大師賽。然而在接下來的兩站比賽均表現糟糕。马德里大师赛，第二輪首戰敗給保加利亞新秀格里戈爾·季米特洛夫。羅馬大师赛，八強中德约科维奇败給托馬什·貝爾迪赫。
喬科維奇以一號種子的身份參加法国网球公开赛，但在半决赛中遭遇七屆賽會冠軍和賽會三號種子納達爾，兩人狹路相逢，喬科維奇在第四盤挽救賽末點，將比賽拖進決勝盤，又在決勝盤中以4比2的比分領先，但在自己的發球局中不小心觸網而使得發球局最終被破。比賽情況急轉直下，最終在決勝盤中以7比9不敵納達爾，無緣決賽。隨後在另一項大滿貫賽事溫布頓網球錦標賽中，暌違兩年再次打進決賽，然而喬科維奇以0比3的比分遭到對手穆雷橫掃，吃下近幾年來大滿貫比賽最恥辱一仗。
美網系列賽，喬科維奇繼續以一號種子身份參加蒙特利尔大师賽，於四強比賽中再次敗給納達爾。而這場比賽也是雙方職業生涯第37次交手，成為公開化年代以來交手次數最多的一組球員。隨後辛辛那提大師賽，八強敗給美國選手約翰·伊斯內爾。他的積分再次減少。年度最後一項大滿貫美國網球公開賽，喬科維奇第五度打進決賽，但決賽表現起伏不定，以1比3不敵納達爾，第四次拿到美網亞軍。他也遭遇了自蒙特卡洛以來對對手的三連敗。
10月份於中國北京舉行的中國網球公開賽，喬科維奇在決賽中以直落兩盤擊敗賽季硬地不敗的納達爾，第四次問鼎中網，保持了在此地的不敗紀錄。雖然贏得了冠軍，但闖進決賽的納達爾還是取代了他的世界第一。此後他連贏上海大師賽、巴黎大師賽和年終總決賽，開啟了一波22連勝的高潮。但他最終仍然無法取代納達爾，以年終第二的成績結束2013賽季。

### 2014年：第七座大滿貫冠軍與世界第一
這一年，喬科維奇在大滿貫的表現比起以往統治力有所下降，但依然奪得了溫布頓的冠軍，法網也打進決賽。全年獲得四站大師賽的冠軍，大師賽冠軍總數達到了20個，於年終總決賽中衛冕成功，這一年共獲得了7個單打冠軍。
該賽季澳網開賽後，喬科維奇前四輪手感火熱，不失一盤闖進八強，八強戰中遭遇去年16強的對手，瑞士人瓦林卡，再次上演了五盤長盤大戰，最終喬科維奇無法複製去年的奇跡，決勝盤以7-9，總比分2-3敗給了對手。終止了澳網25連勝的步伐，同時連續14個大滿貫四強也慘遭終止，未能創造記錄四連冠澳網公開賽，也是近四年來喬科維奇表現最差的一屆比賽，也讓重新回到世界第一的難度進一步增加。新賽季的首個大滿貫糟糕的戰績讓外界質疑是不是和新教練鮑里斯·貝克的合作沒有達到預期的效果，認為喬科維奇2013年更換新教練的舉動冒著很大的風險。也讓外界解讀為，會不會跟新教練提前解約但教練在喬科維奇出局之後，在個人twitter上面發佈留言，會在2015年澳網中與大家見面。
澳網衛冕失利之後，喬科維奇沒有參加其餘賽事。隨後，喬科維奇參加了杜拜網球錦標賽，作為賽會衛冕冠軍和頭號種子，喬科維奇將尋求追平費德勒的五冠記錄，但於準決賽中不敵費德勒，衛冕失敗的同時也是他自2006年來第一次不能再賽季的三月份之前打進任何一項決賽。
但在這之後，喬科維奇連拿印第安維爾斯大師賽、邁阿密大師賽和羅馬大師賽三個大師賽的冠軍。年度第二項大滿貫賽法網，喬科維奇第二度闖進決賽，再一次敗給八屆冠軍拉斐爾·納達爾，第二度獲得亞軍。
七月溫布頓網球錦標賽，喬科維奇經過五盤激戰，終場以3比2擊敗費德瑞，拿下生涯第7座大滿貫冠軍，並重登世界第一寶座。溫網之後，喬科維奇在黑山舉行了婚禮，並於8月份在美網系列賽重返賽場。但兩站熱身賽羅傑斯盃和辛辛那提大師賽均表現不佳，全部止步第三輪。而錯過了辛辛那提站冠軍的他也再次無緣職業生涯集齊九大大師賽冠軍。
年度最後一項大滿貫美國網球公開賽，喬科維奇在前四輪未失一盤，唯在八強站與安迪·穆雷的比賽丟掉一盤。連續八年打入美網四強的他遭遇日本球員錦織圭，最終喬科維奇全場抵擋不住錦織圭的快節奏進攻，自身頻頻失誤，最終以1比3不敵對手。
來到亞洲賽季，喬科維奇在中國網球公開賽中衛冕成功，成為中網史上唯一一個完成三連冠的球員，並以五座冠軍成為中網史上奪冠最多的球員。奪冠當夜，喬科維奇馬不停蹄趕往上海，參加亞洲賽季壓軸大賽上海大師賽。最終在前三輪過關的情況下，四強比賽遭遇狀態爆棚的費德勒，喬科維奇直落兩盤不敵對手，無緣衛冕。損失巨分的喬科維奇與之後奪冠的費德勒的排名積分縮小至不到1000分，年終世界第一的爭奪成了兩人競爭的重點。
年度最後一項大師賽巴黎大師賽，喬科維奇以一盤未失奪得冠軍，成為公開化年代以來第一位能在巴黎大師賽衛冕的球員。而奪冠之後，拉開了與費德勒之間的排名積分。年度最後一項大賽年終總決賽，喬科維奇在分組賽中以小組三勝晉級準決賽，也宣告他重新奪回年終第一頭銜，在準決賽擊敗錦織圭後，喬科維奇連續三年打入年終賽決賽，決賽期間由於費德勒退賽，喬科維奇不戰而勝三連冠成功，比肩名宿伊萬·倫德爾。

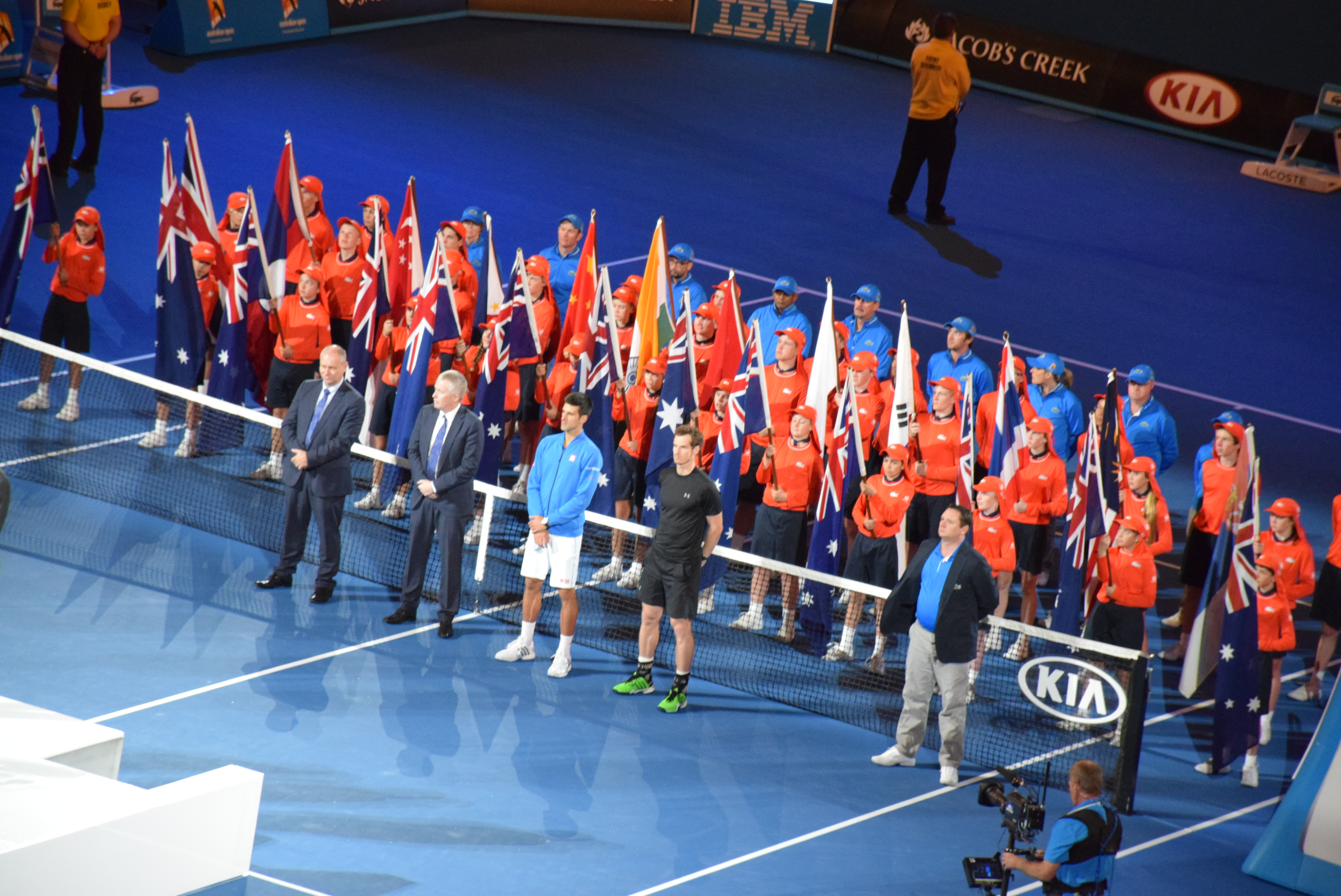
2015年澳網頒獎現場。

### 2015年：个人生涯最伟大的网球赛季
這年是喬科維奇最成功的賽季之一，全年以82勝6負的戰績稱霸網壇，在這年，他在四大滿貫中均打進決賽，也拿下澳網，溫網，美網等三座大滿貫冠軍，只在法網決賽吞敗。在15個巡迴賽中進入決賽，拿下11個冠軍，並破紀錄摘下六座大師賽冠軍，年終总决赛也成功完成四連霸。整體上，又是締造了輝煌的一年。
澳大利亚公开赛中，德约科维奇在半决赛击败卫冕冠军斯坦·瓦林卡闯入决赛，并在决赛以總比分3比1击败安迪·穆雷夺冠。这是德约科维奇第八座大满贯冠军，也是第五座澳网冠军，使其成为公开赛年代以来夺得澳网冠军次数最多的球员。德约科维奇五次进入澳网四强均成功夺冠。
三月份的北美硬地大師賽，喬科維奇在印第安維爾斯大師賽衛冕成功，奪得職業生涯第21座大師賽冠軍，職業生涯冠軍總數達到50個，超越了自己的教練鮑里斯·貝克，冠軍總數位列網球史上第12位。
5、6月法國網球公開賽，喬科維奇挾著28連勝挺進決賽，外界看好他有望贏得個人生涯首座法網冠軍，爭取成為史上第八位囊括四大滿貫賽冠軍的男選手，但想不到在決賽中，瑞士第八種子瓦林卡逆轉局勢，爆冷拍落喬科維奇的美夢。
七月份的溫布頓錦標賽，在決賽經過四盤激戰擊敗瑞士好手費德勒，第三次在溫網奪冠，這是他第九次在大滿貫賽封王，粉碎費德勒溫網八度稱霸美夢。
北美賽季，德约科维奇在羅傑斯杯與辛辛那提兩站大師賽中均打入決賽，但分別負於穆雷與費德勒，收穫兩個亞軍。隨後的美國公開賽中，德约科维奇一路闖入決賽，並在決賽中以3比1戰勝費德勒，奪得自己第二座美網冠軍與第十座大滿貫冠軍。至此，德约科维奇於2015賽季四大滿貫均殺入男單決賽，並收穫三冠。在此之後也贏得了兩座1000分級的大師賽冠軍，更早早在年終总决赛之前，確定2015年終第一的位置。
年終总决赛，喬科維奇也一路過關斬將，在決賽直落二擊敗世界第二的費德勒，完成了四連霸，也替這不可思議的一年劃下一個完美的句點。

### 2016年：達成全滿貫

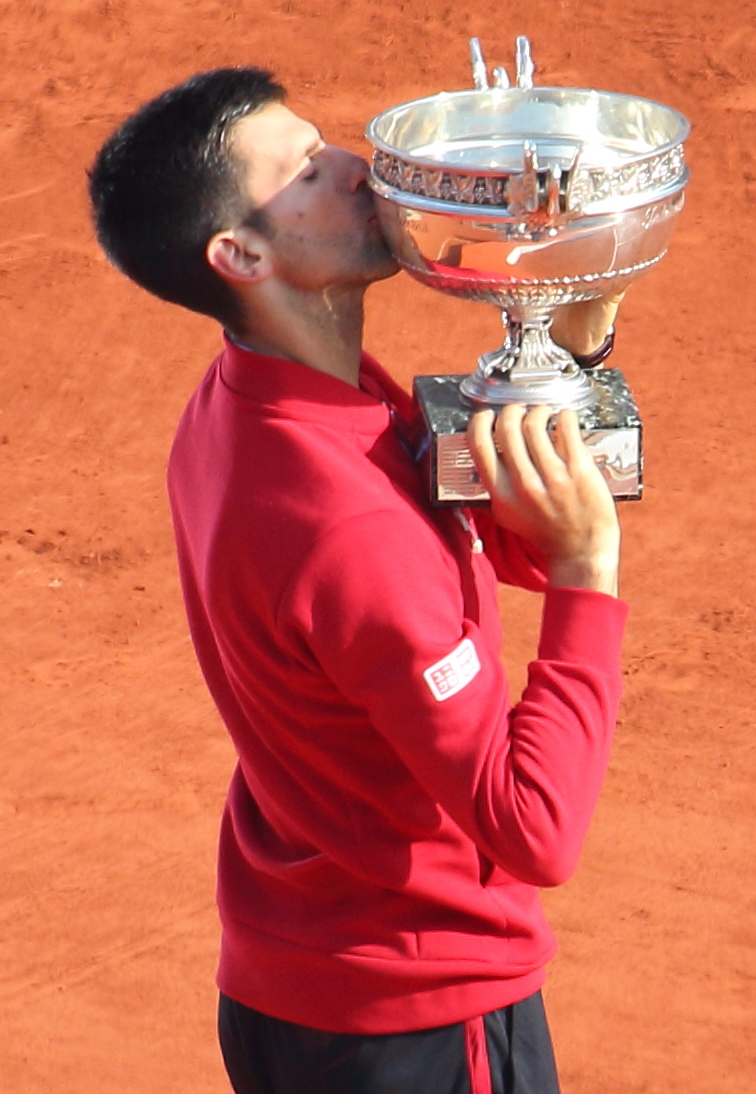
喬科維奇首奪法网达成全满贯

新賽季伊始，德约科维奇便奪得多哈賽冠軍。隨後來到福地墨爾本，德约科维奇展示出了驚人的競技狀態，在澳大利亚公开赛中一路擊敗錦織圭、費德勒、穆雷，第六度奪得冠軍，同時也將個人的大滿貫單打冠軍數量提升至11個。
澳網後，經過了一個月的休整，德约科维奇開啟了北美硬地賽季的衛冕之旅。在印第安維爾斯和邁阿密兩站大師賽中，德约科维奇再次向世界展示了其強悍的硬地實力，背靠背成功衛冕。這使得德约科维奇的大師賽冠軍數量增加到28個，超越納達爾保持了六年的紀錄，成為男子職業網壇奪得大師賽冠軍數量最多的選手。
來到紅土賽季，德约科维奇在蒙特卡洛的狀態不佳，第二輪便意外輸球。但在隨後的馬德里大師賽中，德约科维奇一路晉級決賽，並在決賽中擊敗穆雷，時隔五年再度奪冠，將個人的大師賽冠軍數量提升到29個。但由於連續比賽，體力消耗過大，在次週的羅馬大師賽中德约科维奇競技狀態下滑，在決賽兩盤脆敗於穆雷。
法國公開賽陰雨不斷，受到嚴重影響的賽程並未阻礙德约科维奇第四次闖入男單決賽。在決賽中先輸一盤的情況下，德约科维奇克服了緊張的心理與慢熱的狀態，以絕佳的競技水平連贏三盤逆轉穆雷，終於贏得個人首個法國網球公開賽冠軍，實現了職業生涯全滿貫。德约科维奇是職業網壇第八位，公開賽年代第五位實現職業生涯全滿貫的男子選手。同時他繼47年前的羅德·拉沃爾之後，再次實現了連續奪得四個大滿貫冠軍的成就的壯舉。在法國公開賽之後，德约科维奇的職業生涯總獎金已經突破一億美元，成為職業網壇首位“億元先生”。
法網後，喬科維奇的肩傷與臂傷發作，競技狀態下滑。在溫布頓錦標賽中，喬科維奇狀態不佳，在第三輪中被美國大炮奎雷伊爆冷淘汰，宣告衛冕失敗。雖然隨後在羅傑斯杯大師賽中奪冠，但奧運會比賽中，喬科維奇簽運不佳，首輪即遭遇剛復出的阿根廷名將德爾波特羅，並兩盤惜敗。賽後，喬科維奇表示這是自己職業生涯中最沮喪的一場失利，這也使得他衝擊職業生涯金滿貫的夢想被擊碎。
美國公開賽中，喬科維奇意外遇到了對手的三次傷退，十分輕鬆而幸運地晉級決賽。雖然在決賽中拼盡全力，但因受困於傷病，他難以抵擋三號種子瓦夫林卡的強力進攻，最終以1─3遺憾落敗，宣告衛冕失敗。

### 2017年：陷入低潮，退出大部分赛事
喬科維奇在澳網尋求第7冠，卻在第二輪爆冷敗給排名117名的丹尼斯·伊斯托明，宣告衛冕失敗。
法國公開賽，尋求衛冕的德约科维奇在八強敗給多米尼克·蒂姆，宣告衛冕失敗，世界排名下降至第四。
溫網16強，喬科維奇面對捷克小火車托馬什·貝爾迪赫，在丟掉第1盤後，第2盤又陷入落後，隨後因手肘傷勢被迫目送小火車晉級，也提前結束2017年球季。

### 2018年：温网、美网冠军、“金大师”及重返世界第一
澳洲網球公開賽，喬科維奇復出，但在16強賽，因為手肘傷勢尚未完全復原，被韩国新星鄭泫直落三盤橫掃出局。法網，八強遭到黑馬馬爾科·切基納托淘汰出局。
7月於溫布頓網球公開賽奪得生涯第13座大滿貫賽冠軍，世界排名重回前十。加拿大公開賽中，與在溫布頓網球公開賽決賽擊敗的南非對手安德森組成男子雙打組合，最終以八強止步。8月，喬科維奇於辛辛那提大師賽決賽中擊敗當時世界排名第2的瑞士名將費德勒，成為史上第一位至少贏得一次所有九個ATP世界巡迴賽1000大師賽的選手，是網壇史上第一位“金大师”。
喬科維奇以6号种子参加2018年美国网球公开赛，于晋级过程中在第一轮和第二轮均丢掉一盘，剩余轮次均以直落三淘汰对手晋级。在四强战中，德约科维奇本年度第四次战胜日本选手锦织圭，职业生涯取得对对手的14连胜。决赛面对阿根廷球员胡安·马丁·德尔波特罗，德约科维奇以3-0击败对手，获得年度第二个大满贯冠军，职业生涯第14个大满贯冠军，追平美国名宿皮特·桑普拉斯，也成为继罗杰·费德勒之后，能在澳网、溫网和美网各拿下三个及以上冠军的球员。
隨後喬科維奇在年終賽一路殺進決賽，最後卻以4-6、3-6的比分，直落兩盤不敵兹維列夫，飲恨亞軍。

### 2019年：澳网、温网冠军，275周世界第一
2019年的澳洲網球公開賽，喬科維奇以賽會第1種子參賽，在準決賽中僅花83分鐘、5個失誤的情況下就擊敗法國選手Lucas Pouille挺進決賽。而決賽之前，賭盤和各大媒體較看好納達爾的情況下,喬科維奇以完美之姿直落三(6：3、6：2、6：3)輕鬆擊敗了世界第二的西班牙鬥牛拉斐爾·納達爾，不僅將雙方的對戰紀錄改寫成28勝25負，且史無前例的拿下澳網第七冠，維持澳網決賽不敗的紀錄，也因此被譽為「澳網之王」。
2019年5月，德约科维奇在ATP单打世界第一的累计时间达250周，位列史上第五位。在5月13日马德里大师赛决赛中以6：3、6：4直落两盘击落希腊好手西西帕斯，夺得冠军，生涯大师赛冠军数达到33个。在随后一周的罗马大师赛中，德约科维奇在八强和四强中苦战三盘分别击败了德尔波特罗和施瓦茨曼，打入决赛面对纳达尔，这是两人的第54次交锋，这一次，显然休息更加充分的纳达尔手握优势，德约科维奇最终以0：6，6：4，1：6遗憾落败，获得亚军。
法網準決賽，面對多米尼克·蒂姆，在強風大作的情況下四度中斷比賽，比賽打了兩天，最後五盤2：6、6：3、5：7、7：5、5：7落敗，止步4強。
7月於溫布頓網球公開賽，冠軍戰與費德勒進行了史詩級的五盤大戰，在第五盤化解費德勒發球局的兩個冠軍點，最終在新賽制的搶七決勝局中獲勝(7–6、1–6、7–6、4–6、13–12)，拿下第五座溫布頓冠軍，賽後許多媒體也戲稱，這場戰役是喬科維奇對抗全世界的一場比賽，關鍵時刻的穩定表現也是歷史上絕無僅有，而喬科維奇的累計大滿貫總數也來到16個。
9月於美國網球公開賽，16強戰中因肩傷發作選擇退賽，無緣衛冕。

### 2020年：墨爾本之王再寫歷史，史無前例八冠王
年初首屆ATP杯，喬科維奇在決賽帶領塞爾維亞擊敗由納達爾領軍的西班牙隊，奪下冠軍，並在出場的六場比賽中保持全勝。
澳洲網球公開賽，四強賽面對有傷在身，一路跌跌撞撞的費德勒，喬科維奇以直落三盤擊敗費德勒，挺進第八個澳網決賽。決賽中喬科維奇先拿一盤後連丟兩盤，比賽後段及時回穩，最終以6-4、4-6、2-6、6-3、6-4擊敗中生代好手提姆，延續墨爾本之王的霸業，笑奪第八座澳網冠軍，再次將自己的紀錄向上推進，累計生涯大滿貫數來到17個。
8月30日，辛辛那提大師賽擊敗加拿大選手米洛斯·拉奧尼奇，奪下冠軍。追平那達爾35座大師賽冠軍，也完成雙圈金大師的成就。
9月7日，美网第7比赛日，在与西班牙选手帕布洛·卡雷尼奥·布斯塔（Pablo Carreno Busta，或称巴斯达）对阵的第四轮比赛，德约科维奇將球送回給球僮時，第二球不小心誤擊中女性司线裁判的喉部。此举导致德约科维奇在比赛中被直接判负，失去在美网的所有排名积分以及比赛所获得的奖金，并面临罚款。此次衝擊也讓他失掉第18座大满贯的机会。目前裁判身体无大碍，德约科维奇发出道歉声明。
9月21日，羅馬大師賽擊敗阿根廷選手迪亞哥·塞巴斯蒂安·施瓦茲曼，取得冠軍，大師賽冠軍累積36座。
10月11日，法網決賽以0-6、2-6、5-7不敵纳達爾。

### 2021年：双輪全满贯，世界第一周数破新纪录
本赛季德约科维奇从ATP杯开始，小组赛分别击败丹尼斯·沙波瓦洛夫和亚历山大·兹维列夫，但团体未能打进决赛，塞尔维亚队未能完成卫冕。德约科维奇随后前往因新冠肺炎疫情影响而延后2周举办的澳大利亚网球公开赛并一路打进决赛，决赛以3-0击败赛会4号种子丹尼尔·梅德韦杰夫，第二次在澳网完成三连冠，创纪录成为澳网九冠王，同时也是职业生涯第18座大满贯。澳网后，德约科维奇放弃卫冕迪拜网球锦标赛。3月8日，德约科维奇世界第一周数来到第311周，打破罗杰·费德勒保持8年7个月之久的310周的纪录，成为史上世界第一累计周数最多的男子单打球员。
红土赛季，德约科维奇首站赛事为蒙特卡洛大师赛，于第三轮输给英国球员丹尼尔·埃文斯，随后返回家乡贝尔格莱德参加塞尔维亚公开赛，于四强败给阿斯兰·卡拉采夫。随后，德约科维奇前往罗马参加罗马大师赛并一路打入决赛，为本站赛事第11个决赛，与老对手拉斐尔·纳达尔上演职业生涯第57次交战，最终世界第一以1-2不敌对手，收获赛会第六个亚军。罗马站之后，德约科维奇再次回到家乡参加贝尔格莱德公开赛，最终带着冠军前往巴黎参加年度第二项大满贯法国网球公开赛。法网期间，德约科维奇状态起伏不定，于第四轮与意大利新星洛伦佐·穆塞蒂的比赛中，德约科维奇上演“让二追三”戏码，双方纠缠至决胜盘后以对手退赛收场获得晋级；半决赛期间，德约科维奇再战13届法网冠军得主纳达尔，在以3-6输掉第一盘之后，以总比分3-1逆转对手，将对战纪录改写为30-28，成为第一位30次战胜纳达尔的球员，也是第一位能在法网二度击败纳达尔的球员。德约科维奇在决赛中遭遇第一次打进大满贯决赛的希腊新星斯特凡诺斯·西西帕斯的巨大挑战，在输掉前两盘之后，世界第一倒赶三盘，以总比分3-2逆转对手，第二度捧起法网冠军奖杯，即职业生涯第19座大满贯冠军，也成为网球公开化年代以来，第一位在四大满贯至少都拿到2次冠军的球员——即“双輪全满贯”（Double Career Grand Slam）。
草地赛季，德约科维奇受纳达尔叔叔托尼·纳达尔的邀请前往西班牙马略卡岛参加马洛卡公开赛双打比赛，为了更好准备温网，德约科维奇在打入决赛之后便退赛并前往英国。作为卫冕冠军，德约科维奇开启了温网的序幕，晋级过程击败了多位新星好手，并在八强战阶段获得职业生涯100场草地胜利。最终德约科维奇在决赛中击败本赛季草地战绩不俗的意大利球员馬泰奧·貝雷蒂尼，以总比分3-1击败对手，夺取第6个温网冠军的同时，豪取本赛季大满贯21连胜，温网三连冠，也是其职业生涯第20座大满贯冠军，追平了罗杰·费德勒和拉斐尔·纳达尔保持的纪录，使得本世代有三位球员同时获得20个大满贯冠军。在大满贯数量持平的情况下，世界第一周数、“双圈全满贯”、“双圈金大师”、各项领先的数据等不俗的成绩，已使得官方和媒体开始探讨他已成为史上最伟大的网球运动员（GOAT）。在2020年东京奥运会，於準決賽輸給亞歷山大·茲韋列夫，無緣力拚年度金滿貫，也錯失達成生涯金滿貫的機會。
2021年美網，闖進決賽，但以0-3敗給丹尼尔·梅德韦杰夫無緣達成年度全滿貫。

### 2022年：澳網爭議，溫網四連霸
德约科维奇沒有接種2019冠狀病毒病疫苗。澳大利亚网球协会和維多利亞州政府批准了德约科维奇的醫療豁免。澳大利亚网球协会允許其在不接種的情況下參加2022年澳大利亞網球公開賽。2022年1月3日，德约科维奇抵達墨爾本。但澳大利亞边境部门宣布他不符合入境规定，取消了他的入境簽證。德约科维奇隨後提起上訴，且被隔离在墨尔本的公园酒店（The Park Hotel）中，等待法院是否將其驱逐出境。塞尔维亚总统武契奇指责澳大利亚恶劣對待德约科维奇。澳大利亚总理莫里森表示取消德约科维奇签证是按规办事，否认此事存在任何政治性。一些粉丝在德约科维奇被扣留的墨尔本酒店外抗议。1月10日，聯邦法官安東尼．凱利（Anthony Kelly）在法庭上直接說出：「當事人已經做足了一切，我也不明白還能要求他再多做些什麼。」，最終於10日下午5點15分左右下達判決：
「簽證撤銷的決定『無效』，澳洲聯邦政府要支付所有訴訟支出費，被扣押的喬科維奇必須在30分鐘內解除扣押、自由去留。」
喬科维奇當時被批准参加2022澳网比赛，且現身於墨爾本公園練球。10日當晚，澳州聯邦政府透過「內政部長」對外轉達「移民部長」的考量，強調澳州聯邦政部移民部不排除「動用部長裁量權，再一次撤銷喬科維奇的入境簽證」。根據澳洲《ABC》與《雪梨晨鋒報》的說法，澳洲的移民部長亞歷山大·霍克，能在考量國家安全與公眾利益的政治前提下，「不須任何理由」下令對外國籍人士驅逐出境。但此一決定，也同樣可以被當事人律師提出上訴控告，到時霍克與澳洲政府需證明「喬科維奇的入境將嚴重傷害澳州的公共安全或利益」。德约科维奇隨後被曝在入境澳大利亚时瞒报了自己过去14天的行程。德约科维奇表示是经纪人在填报入境澳洲申请材料时出錯，並承認在2021年12月感染SARS-CoV-2后曾经违反相关隔离规定。1月14日，澳大利亚移民部長亞歷山大·霍克再次取消德约科维奇的簽證。德约科维奇律师团队表示将立即提出再一次上诉。1月15日《Fox Sports》報道，法庭文件顯示，澳大利亚移民部長亞歷山大·霍克寫道，他取消德约科维奇簽證的原因是因為「德约科维奇可能助長反疫苗接種情緒，導致其他未接種疫苗的人拒絕接種疫苗。其他未接種疫苗的人在他們現有的觀點中被強化不接種疫苗，或者是減少加強疫苗的接種。」澳大利亚移民部長亞歷山大·霍克繼續補充說，德约科维奇的存在「可能導致澳大利亞的反疫苗情緒增加，可能導致內亂增加。」據《The Sydney Morning Herald》和《The Age》報道，澳大利亚移民部長亞歷山大·霍克承認，德约科维奇實際上是帶著有效的醫療豁免進入澳大利亞。1月16日，德约科维奇敗訴，被澳大利亞驅逐出境，無緣2022年澳網。當天德约科维奇乘坐航班離開墨爾本前往迪拜，後返回塞爾維亞。
而澳洲政府這次的事件也引發諸多批評，《衛報》認為「規則」在這次事件中變成了「根本沒有規則」：喬科維奇拿著維多利亞政府認可的醫療豁免權到澳洲參賽，卻在入境時被聯邦政府取消簽證；上了法庭，法官說政府取消簽證的做法有問題；出了法庭，政府卻還是有權任意將他趕出澳洲。這並非在喬科維奇身上發生的特例，過去也有無數難民受到比他更為不合理的遭遇，其中許多人至今仍失去自由。
根據澳洲法律，移民部部長擁有任意決定入境者去留的權力，這項權力也經常被諷稱為「上帝之力」（God powers）。濫用「上帝之力」的相關爭議過去幾十年其實層出不窮，曾任移民部部長的埃文斯（Chris Evans）十幾年前便曾在國會表示：「我擁有太多權力，我甚至對此感到不舒服。我對扮演『上帝』充滿疑慮，同時也擔心決策的過程不夠透明、缺乏問責，甚至沒有提供民眾上訴的機會。」
5月，於義大利羅馬大師賽，在決賽中擊敗西西帕斯，拿下第38座大師賽冠軍，也是第六度在羅馬大師賽封王。準決賽的勝利達成生涯第1000勝，並且將自己球王的在位週數推進至370周。
6月，喬科維奇在未參加任何草地熱身賽下進入溫布頓網球公開賽，決賽面對初次打進大滿貫決賽的澳洲「壞小子」基里歐斯，最終以4–6、6–3、6–4、7-6(7-3)，拿下第七座溫網冠軍，也是溫網四連霸，生涯大滿貫累積超越費德勒來到第21座。並且成為史上第一位四大公開賽都達成至少80勝的選手。
由於沒有接種2019冠狀病毒病疫苗的緣故，喬科維奇無法參加2022年的美國網球公開賽。
10月10日，在ATP500阿斯塔納公開賽，喬科維奇在決賽中擊敗西西帕斯，背靠背連續兩周拿下冠軍，獲得生涯第90座ATP冠軍，也取得年終總決賽資格。
11月17日，澳洲移民部長安德魯·吉爾斯發表聲明，喬科維奇當時被取消簽證的理由已經不存在了，因此已撤銷禁令，「喬科維奇也獲得能進入澳網的臨時簽證」。
11月21日，喬科維奇在義大利杜林舉行的ATP總決賽以五戰全勝之姿拿下冠軍，睽違七年第六度捧杯，除了追平費德勒次數外，也締造最年長球員奪冠的紀錄，並奪得破紀錄的474萬美元。世界排名上升到第五位。

### 2023年：澳網第10冠，法網第3冠，美網第4冠，第24座大滿貫冠軍，第40座大師賽冠軍
1月8日，於澳洲阿得雷德國際賽決賽，面對22歲小將塞巴斯蒂安·科爾達，在逃過一個對方賽點後，最終以6-7、7-6、6-4奪得第92座ATP冠軍。
2023年澳洲網球公開賽中，德约科維奇在面對生涯第二次打進大滿貫決賽的斯特凡諾斯·西西帕斯，并以6-3、7-6、7-6打败对手拿下生涯第10座澳網冠軍，也追平22座大滿貫紀錄。這場比賽也是斯特凡諾斯·西西帕斯對戰喬科維奇的10連敗，喬科維奇則創下澳網史上最長的28連勝，維持10次闖進決賽皆奪冠的记录。他的教練戈兰·伊万尼塞维奇（Goran Ivanisevic）賽後記者會透漏，喬科維奇這次澳網比賽每天要接受多達77次的治療，以讓他腹肌撕裂傷不至於惡化。
5月，於法國網球公開賽，四強賽擊敗新生代球王阿尔卡拉斯。
6月11日，於法網決賽，面對來自挪威的卡斯珀·魯德，最終以7-6、6-3、7-5三盤奪得他第3座法國網球公開賽冠軍，也是第23座大滿貫冠軍，同時締造三圈全滿貫紀錄，獨居大滿貫賽史第一。
7月16日,在溫布頓決賽中,面對來自西班牙新世代新星的卡洛斯·阿尔卡拉斯的強力挑戰,喬科維奇與艾卡拉茲纏鬥4小時42分鐘，最終由艾卡拉茲以1比6、7比6（8比6）、6比1、3比6、6比4擊敗喬科維奇，贏下生涯第2座大滿貫賽冠軍。喬科維奇沒能拿下溫布頓5連霸，目前暂时無法追平傳奇球星罗杰·费德勒的8座溫布頓大滿貫的冠軍次数。
8月20日，在辛辛那提大师赛决赛中，乔科维奇以5比7、7比6（9比7）、7比6（7比4）逆转战胜阿尔卡拉斯，夺得个人职业生涯第39座男子单打大师赛的冠军。
9月10日，在美國網球公開赛决赛中，乔科维奇以6比3、7比6（7比5）、6比3直落三战胜梅德韋傑夫，夺得个人职业生涯第24座男子单打大滿貫的冠军，继续刷新着男子单打大滿貫冠军纪录。
11月5日，在巴黎大师赛决赛中，乔科维奇以6比4、6比3战胜迪米特羅夫，夺得个人职业生涯第40座男子单打大师赛的冠军，继续刷新着男子单打大师赛冠军纪录。
11月20日，德約科維奇奪得2023年ATP年终总决赛單打冠軍。這也是他第7次捧起该赛事冠军奖杯。

### 2024年:最老的ATP第一，膝盖手术，温布頓網球錦標賽决赛，巴黎奧運奪冠
2024年，喬科维奇在澳大利亚网球公开赛半决赛中輸給了世界排名第四的詹尼克·辛纳。经历了自2018年以来在澳大利亚网球公开赛上的首次失利，这是他有史以来第一次在澳大利亚网球公开赛四強中失利，也是他在三个月内，第三次输给詹尼克·辛纳，结束了他的33连胜，他称自己的失败是“我参加过的最糟糕的比赛之一”，喬科维奇打进了第58次大满贯八強，追平了罗杰·费德勒的纪录，尽管输了，他仍然保持了世界排名第一。
3月，喬科维奇自2019年以来首次重返印第安泉大師賽，但在第三轮比赛中被世界排名第123位的卢卡·纳尔迪三盘击败。卢卡·纳尔迪成为生涯中击敗喬科维奇的ATP1000大师赛或大满贯赛事中排名最低的球员，在2024年蒙地卡羅大师赛上，喬科维奇晋级四強，但被卡斯珀·魯德三盘击败，在義大利網球公開賽战胜科朗坦·穆泰后，喬科维奇在签名时被一个铝制水瓶击中头部，随后，他在第三轮比赛中直落两盘输给了亞歷山德羅·塔比洛，在2024年日内瓦公开赛上，第二轮击败揚尼克·漢夫曼后，他在37岁生日那天获得了生涯的第1100场胜利，他成为继吉米·康纳斯和罗杰·费德勒之后，公开化时代後，第三位达到此成就的球员。
在法國网球公开赛第三轮中，他五局击败了洛倫佐·穆塞蒂，这是法國网球公开赛有史以来比賽到最晚的比賽，在4小时29分钟后，於凌晨3点07分结束，喬科维奇在第四轮击败了弗朗西斯科·塞倫多羅，超越了罗杰·费德勒，获得了最多的大滿貫勝場(370)和最多的大滿貫八強晉級(59)，4小时39分钟，这是喬科维奇生涯中耗時最长的法國网球公开赛，以两分钟的优势击败了他之前在2013年法國网球公开赛四強中的記錄，然而，喬科维奇在第二盘比赛中右膝受伤，由于右膝内侧半月板撕裂，第二天他被迫在八強前退出，由于这个原因，他把第一的位置让给了詹尼克·辛纳。
喬科维奇参加了2024年温布頓網球锦标赛，并再次进入决赛，这是喬科维奇的第37次大滿貫决赛，他试图赢得创纪录的第八座冠军，然而，他最終以直落三，输给了卡洛斯·阿爾卡拉斯。
喬科維奇參加2024年巴黎奧運，这是他参与的第五届奥运会。首輪擊敗馬修·伊布登，第二輪擊敗老對手西班牙前球王拉斐爾·納達爾，第三輪擊敗多米尼克·克普費爾，八強賽擊敗希臘好手斯特凡諾斯·西西帕斯，四強賽擊敗義大利好手洛倫佐·穆塞蒂，金牌賽擊敗西班牙新生代好手卡洛斯·阿爾卡拉斯，獲得他的第一枚奧運金牌，成爲奧運網球項目史上年齡最大的奧運金牌得主，也是繼安德烈·阿加西和拉斐爾·納達爾之後第三位獲得金滿貫的男子單打選手，亦自安德烈·阿加西以來，第二位獲得超級大滿貫（職業生涯金滿貫和ATP年終總決賽頭銜）的男子單打選手，橫掃15項大賽冠軍（Big Titles sweep）。
2024年巴黎奧運結束後，跳過了美洲賽季的第一場大師賽，辛辛那提大師賽，直接投入美國網球公開賽，不過在第三輪輸給了澳洲選手巴比倫。
2024年的年終賽，本來有機會取得資格，但最終宣告因傷退賽，賽季提前關機。不久之後，在個人社群媒體公告，聘請安迪·穆雷成為他的教練。

### 2025年：打破更多紀錄
喬科維奇在2025年布里斯班國際賽拉開2025年賽季序幕，但在八強輸給瑞利·奧裴卡，在2025年澳洲網球公開賽第二輪的比賽是喬科維奇生涯第430場大滿貫，超越了羅傑·費德勒，在第四輪擊敗伊日·萊赫茨卡後，他在四盤比賽中再次擊敗了卡洛斯·阿爾卡拉斯，然而，喬科維奇在四強對亞歷山大·茲維列夫僅打一盤後就因肌肉撕裂而退賽。
在2025年邁阿密網球公開賽上，喬科維奇擊敗土方凜輝打進第三輪，並追平拉斐爾·納達爾在ATP1000大師賽獲勝紀錄(410場)。
在2025年温布尔登网球锦标赛男子单打第三轮中，德约科维奇3-0擊敗凯茨玛诺维奇晋级。这也是德约科维奇在大满贯赛事当中第51次3-0擊敗對手（送蛋），他因此超越了美国网球選手安德烈·阿加西，成为了網球大满贯历史上送蛋次数最多的球员。

## 主要對戰

### 與納達爾的對戰史
喬科維奇與納達爾有60次的交手，職業生涯對戰為31勝29負。大滿貫交手次數18次，喬科維奇贏了7次，輸了11次，在澳網2勝0敗，法網2勝8敗，溫網2勝1敗，美網1勝2敗，大滿貫決賽4勝5敗。在硬地賽場上，喬科維奇以20比7佔上風；在紅土賽場則由納達爾20比8佔據上風，草地賽場則2比2平手，2011年，喬科維奇的球技與體能大幅提升後，從2011年印第安維爾斯大師賽到2012年澳洲網球公開賽連續七次擊敗納達爾奪得冠軍，也是生涯首度在紅土上擊敗納達爾，亦成為同年在紅土擊敗納達爾兩次的第一人，另外首度在草地上擊敗納達爾。從2012年蒙地卡羅大師賽開始敗於納達爾，也終止了自己對納達爾的七連勝。而在同年法國公開賽中，喬科維奇首次闖進法網決賽，與納達爾再次相遇，最後不敵納達爾，拿到職業生涯首個法網亞軍。2013年，從蒙地卡羅到年終賽，當年共有六次交手，取得三勝三負的成績。2014年，在邁阿密大師賽與羅馬大師賽，兩次擊敗納達爾，而在同年法國公開賽，喬科維奇第二次闖進決賽，再一次不敵納達爾，生涯第二次拿到法網亞軍。2019年澳網，喬科維奇展現了當時最強王者的實力，以壓倒性的實力，主宰整場比賽，最終以全場5個非受迫性失誤，直落三擊敗納達爾，也是近期大滿貫對上納達爾的三連勝。2020年法國網球公開賽，喬科維奇和納達爾在決賽碰頭，最終喬科維奇以0-6,2-6,5-7的成績惜敗。2021年法國網球公開賽喬科維奇於四強與納達爾交戰，喬科維奇以4盤力克納達爾挺進決賽，喬科維奇更是繼2015年法國網球公開賽後第二度在法網擊敗納達爾，終止了納達爾在法國網球公開賽的33連勝。喬科維奇跟納達爾被認為是同年齡中最重要的對手，两人年齡相差只有1年，早期對戰中納達爾佔絕對優勢，隨著喬科維奇實力的加強，双方對戰开始互有勝負,直到2020年的法網決賽，2人在大滿貫決賽一共碰頭9次，德约科维奇拿下4次的勝利。喬科維奇與納達爾兩人在2024年巴黎奧運第二輪遭遇，德约科维奇以直落二拿下勝利晉級，此次也是兩人生涯中的第60次交手。

### 與費德勒的對戰史
喬科維奇與費德勒有50次的交鋒，職業生涯對戰為27勝23負。大滿貫交手次數17次，喬科維奇贏了11次，輸了6次，在澳網4勝1敗，法網1勝1敗，溫網3勝1敗，美網3勝3敗，大滿貫決賽4勝1敗。在2008年澳洲網球公開賽四強中，以直落三盤擊敗費德勒，是喬科維奇生涯當中最具代表性的勝利，中止費德勒連續10次闖進大滿貫決賽，2010年和2011年美網兩次挽救賽點逆轉費德勒打進決賽。而在2011澳洲網球公開賽的準決賽，喬科維奇以直落三之姿打敗費德勒，使費德勒連續四個大滿貫男單賽事未打進決賽，這也是喬科維奇第三次在大滿貫賽事中擊敗費德勒。同年法網的四強賽，喬科維奇以苦戰超過三個半小時不敵費德勒，終結開季的41連勝。2012年，法國公開賽半決賽，喬科維奇以直落三盤擊敗費德勒，首次打進法網決賽；同年溫布頓錦標賽半決賽，喬科維奇四盤敗於費德勒。2014年溫網決賽，喬科維奇五盤力克費德勒，將數據提升到17勝18負。2015年7月12日的温网决赛，小德战胜费德勒，终于将其与费德勒的战绩追平。2015年9月13日的美網決賽，喬科維奇以四盤擊敗費德勒，將戰績再次追平。2016年1月28日的澳網四強準決賽，喬科維奇再次以四盤力克費德勒，第六度闖進澳網決賽，也第一次將對戰紀錄拉到領先位置。於辛辛那提大師賽決賽兩盤擊敗費德勒，也成為第一個「金大师」（Career Golden Masters）大業，即在1990年開始的ATP世界巡迴賽1000名人賽全部9項系列賽都奪冠。2019溫網決賽，喬科維奇和費德勒進行了史詩般的對戰，最後喬科維奇在數據皆落後的情況下,不可思議的逆轉勝,五盤以7-6,1-6,7-6,4-6,13-12以些微差距擊敗費德勒奪冠，此場決賽歷經4小時57分鐘，是溫網最漫長的決賽。
2020年澳網四強，是兩人第50次交手，也是兩位生涯最後一次交手，喬科維奇以直落三盤的成績擊敗帶傷上陣的費德勒，打入澳網決賽。

### 與穆雷的對戰史

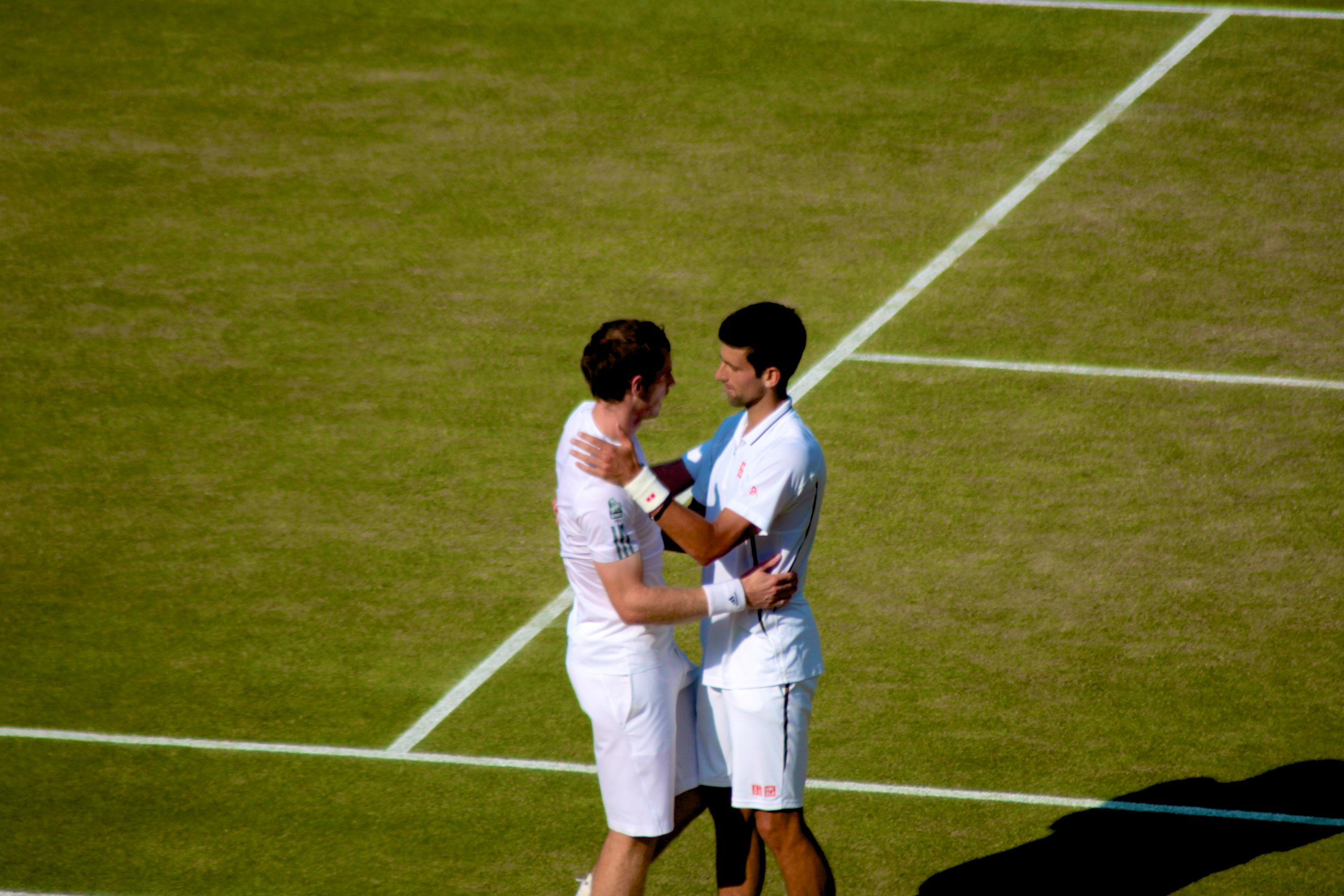
2013年溫網決賽後喬科維奇恭喜了穆雷

喬科維奇與穆雷有36次的交鋒，職業生涯對戰為25勝11負。在大滿貫賽事上有10次交鋒。其中兩次美網交手，一次在溫網，澳網有五次交手，法網有二次交手，喬科維奇贏了八次，輸了兩次，在澳網5勝0敗，法網2勝0敗，溫網0勝1敗，美網1勝1敗，大滿貫決賽5勝2敗。分別是2011年、2013年和2015年的決賽與2012年的準決賽。2011年決賽，喬科維奇擊敗穆雷，奪得第二座澳網冠軍。2012年的澳網準決賽，兩人將近五個小時的拉鋸戰，最後以總比分3比2戰勝穆雷，再次闖進澳網決賽。2012年美網，喬科維奇在先輸兩盤的情況下，直追兩盤扳平比分，最後以總比分2比3負於穆雷，無法完成衛冕。2013年，祖高域再次在澳網決賽擊敗梅利，第四度奪得澳網冠軍。而梅利則在溫網決賽復仇成功，直落三盤擊敗喬科維奇奪冠。2015年兩人第三次在澳網決賽交手，最終喬科維奇以3比1再次擊敗穆雷。2016年兩人第四次在澳網決賽交手，最終喬科維奇以直落三盤再次擊敗穆雷。同年法網決賽，喬科維奇在先失一盤的情況下，連拿三盤擊敗穆雷，奪得首座法網冠軍。同年年終賽決賽，試圖尋求五連冠的喬科維奇與成為世界第一的穆雷交手，結果連失兩盤，宣告衛冕失敗。最近交手為2022年西班牙馬德里公開賽，穆雷因傷退出比賽。前一次交手2017年的Doha Qatar公開賽，喬科維奇以6-3、5-7、6-4擊敗穆雷。

## 技術分析

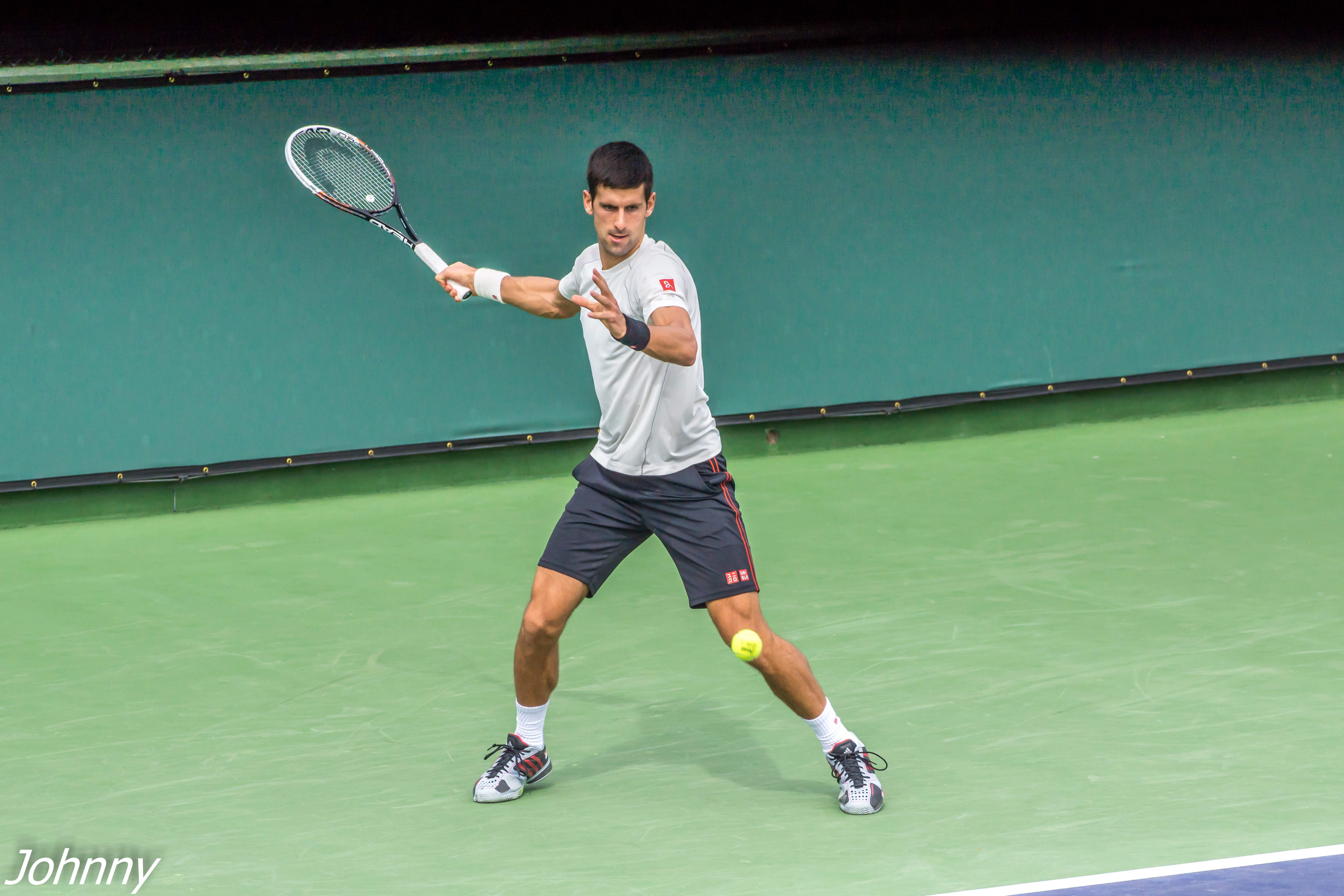
喬科維奇正手練習

喬科維奇是較偏重於底線攻擊打法的球員，而在2011年起陸續獲得溫網和美網冠軍，法網闖入決賽以及奪得多個紅土賽冠軍之後，喬科維奇被認為是適應任何場地的全能型球員。他的底線擊球穩定、具備深度和穿透力。他的雙手反拍直線和斜線被認為網壇最佳之一，一般落在邊線附近，精確度非常高。另外，他有很強的防守反擊能力。防守能力亦強的他，身體柔韌度非常高，往往可以跨大步將球防回對手場內。因此在看似非常被動的情況下往往能擊出“outside in”的制勝分。全場覆蓋能力非常高，是一個攻防兼具的球員。

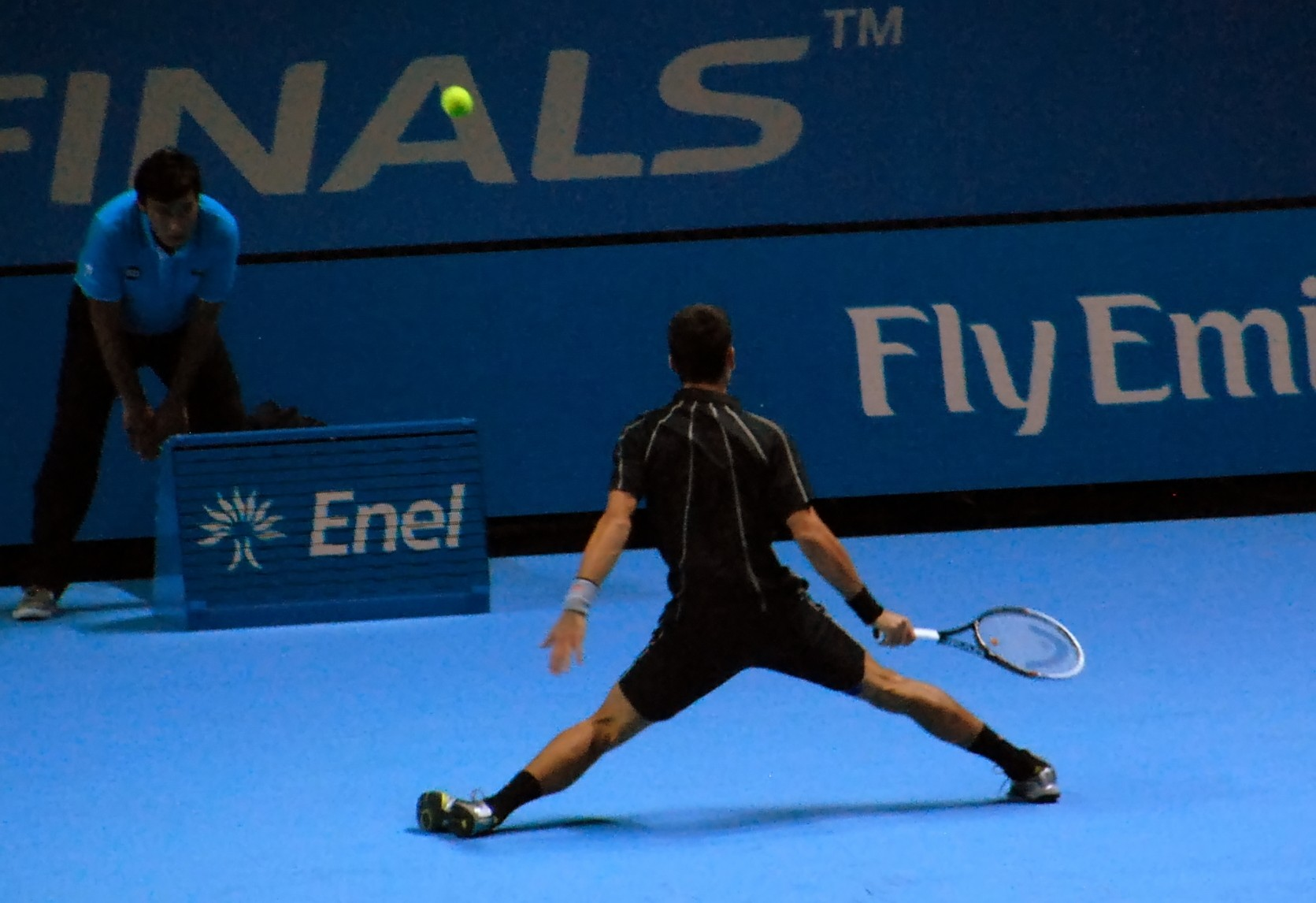
處於防守狀態的喬科維奇

2009年的時候，德约科维奇更換了球拍贊助商，因此有一段時間發球能力和击球准度均有所下降。在適應了新球拍之後，發球逐渐成為他的主要得分手段之一。他的一發是典型的平擊球，但他的二發偏向於切球、講究角度刁鑽，讓對手接起來無所適從。而接發球能力更是被公認為男子網壇最強球員之一，被现役多名对手评价为全时代网坛最佳的接发球员之一。網壇名宿約翰·麥肯羅認為喬科維奇的接發是現今男子網壇最高水準表現。這一有力武器成為他轉變成攻防兼備的球員的基本條件，其极具柔韌性的身體使得他可以更好地接對手的發球。如果對手的發球偏軟或為了追求穩定而降低發球速度，那麼喬科維奇則會抓住機會用強而有力的雙手反拍和正拍將球擊往深處回擊，這些回球當中往往包含著較多制勝分或接發直接得分。
德约科维奇還利用良好的變線下降，反手下旋球和反手切球。他使用的單手反拍吊球是較為少見手法，一般球員通常手法是從底線使用雙手反拍吊球。高壓扣球部分被前教練貝克認為只有男單百名外的程度，所以他很少採用了發球上網技術。他是一貫的運用雙手握拍，較常運用反拍抽球，他的小球技術隱蔽性高，惟在過度使用小球時亦容易出現偏多的非受迫性失誤。
然而，自從請了鮑里斯·貝克執教之後，喬科維奇的發球上網頻率變高，但收到的效果似乎有限。外界也認為正是因為這一戰術的改變，是他在2014年澳網和2014年杜拜衛冕失敗的原因。
不過鮑里斯·貝克仍然幫助喬科維奇明顯在各方面擁有突出的表現，在2014年從費德勒手中第二度拿下溫布頓冠軍，2015年締造比2011年更好的戰績並拿下三座大滿貫冠軍，喬科維奇也坦承在鮑里斯·貝克的幫助下，技術和心理層面上擁有很好的表現，2016年更延續2015年的氣勢，衛冕澳網又完成教練鮑里斯·貝克一輩子沒拿下的大滿貫法網，完成生涯大滿貫成就。
近年請到有愛司球王之稱的克羅埃西亞名將伊凡擔任教練之後，喬科維奇發球變得更強大，第一發常常讓對手猜測不到，就算接到也會被喬科維奇的下一拍攻擊得分。而且截擊的強化且常運用上網得分，使他上網成功率獲得提高，偶而還會突襲式的發球上網，也常常得到很好的效果。基本上喬科維奇可以算是有史以來最全面的選手之一，無論是在硬地、紅土、草地、室內球場都能有很好的成績，他也是目前唯一一位在法網擊敗納達爾兩次進而封王的選手，在溫網更是連續3次在決賽擊敗前草地之王費德勒，至今已拿下7座溫網冠軍並寫下4連霸過，更是史上唯一一位在4大滿貫都拿到80勝以上的選手，喬科維奇的技術在職業生涯中後期少有弱點，正拍的使用變化多端，可以打出穩定的大角度旋轉或平擊打出有速度的致勝球，發球跟接發球都很好，網前的技術也越來越如火純青。

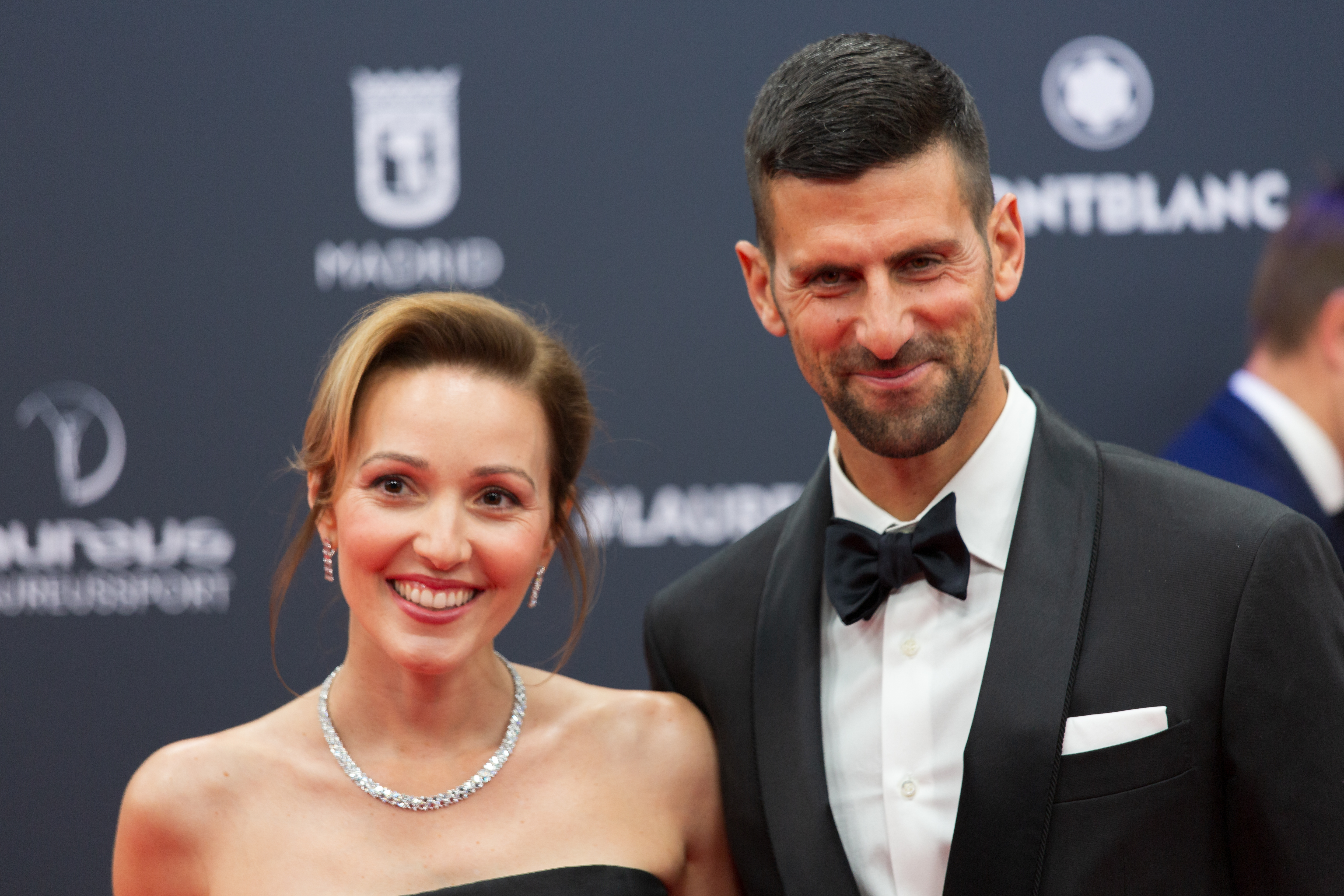
諾瓦克·喬科維奇及其妻子耶莲娜于2024年。

喬科維奇從四歲開始打網球，曾受到南斯拉夫女子網球員耶萊娜·甘西奇（Jelena Genčić）的矚目，她說：「喬科維奇的天分是我從見過莫妮卡·莎莉絲以來最好的。」12歲時他花了三个月的時間在德國慕尼黑的網球學校訓練，14歲獲得歐洲錦標賽團體競賽單打、雙打冠軍。
從2006年開始，喬科維奇師從前斯洛伐克籍網球運動員馬力恩·瓦伊達（Marián Vajda），而瓦伊達也幫助喬科維奇拿到六個大滿貫冠軍和登上世界第一。2013年年末開始，喬科維奇和瓦伊達經過一番商量之後，決定聘請網壇名宿，前世界第一鮑里斯·貝克加入自己的團隊，與瓦伊達一起，形成雙教練模式。根據喬科維奇的說法，其認為2012年和2013年他在大滿貫賽場上有更多的機會奪得冠軍，但由於自己缺乏過硬的心理素質造成自己關鍵時刻輸球。因此，聘請貝克的初衷是為了提高個人的的心理素質，面對大賽場面能夠更加穩定。2007年起，喬科維奇僱傭了同為塞爾維亞人的米蘭·亞馬諾維奇為體能訓練師。由於因為經常出現體能不足，使得他在與納達爾的比賽中總處於下風，因此在2006年決定聘請以色列籍的體能師羅南·貝加，但兩人在2009年終止合作。
2016年，喬科維奇在臉書證實與教練鲍里斯·贝克「分手」，結束3年合作關係。2017年，喬科維奇於蒙地卡羅大師賽將其團隊內除佩佩·伊馬茲外成員全部解僱，於羅馬大師賽宣布阿格西為其新任教練。经过不到一年的磨合，2018年4月，喬科維奇於他的官方網站證實了與阿格西結束合作的消息。同年温网，前功勋教练，陪伴德约科维奇超过十年的教练马里恩·瓦伊达重回德约科维奇的团队，助力塞尔维亚人重夺温网男单冠军，将个人大满贯冠军数量提升至13个。根据媒体报道，瓦伊达回归团队的条件是，此前跟随德约科维奇近2年时间的“冥想大师”伊马兹必须离开。重回执教团队，瓦伊达表示整整考虑了4天时间：“我执教的第一个条件是必须亲自见到诺瓦克，第二是在未来几个月内制定具体的规则和计划。」
2019年，戈蘭·伊雲尼斯域擔任他的教練，2024年3月宣布停止合作。
2024年11月，宣布安迪·莫瑞加入其教練團隊內。後因合作的戰績不甚理想，於2025年5月14日，穆雷不再擔任其教練。

## 球場外的活動

### 裝備與贊助

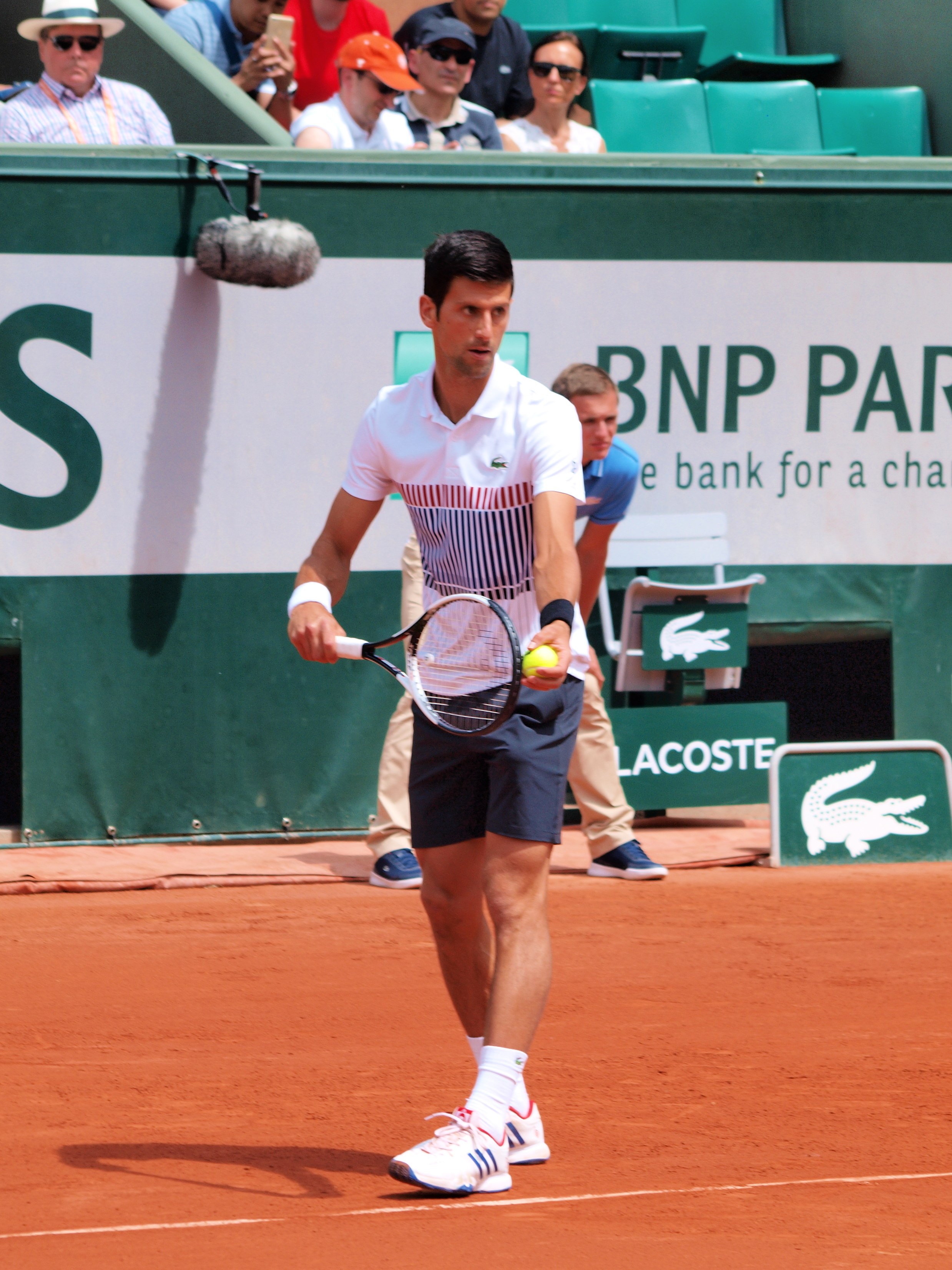
德约科维奇从2017法网起代言Lacoste

喬科維奇長期的贊助商為塞爾維亞電信公司和德國的FitLine營養公司。
從2003年轉職業開始，喬科維奇的的裝備一直是由阿迪達斯提供，2009年年末，阿迪達斯與喬科維奇終止合約關係，隨即喬科維奇與意大利體育服裝公司賽喬·塔基尼（Sergio Tacchini，簡稱ST）簽下了長達十年的合約關係。但由於賽喬·塔基尼不生產鞋子，因此喬科維奇的鞋子仍然由阿迪達斯提供，而衣服和其他裝備則由ST贊助。然而，由於2011年喬科維奇取得了出乎意料的成績，ST公司認為公司已經無法匹配喬科維奇如今的地位，付不起贊助費，再加上其服裝銷量超出公司物流所能負荷，導致部分問題，遂與喬科維奇主動提前終止合約關係。與ST合作期間，喬科維奇將塞爾維亞元素發揮到極致。衣服和一些裝備經常由紅白藍組成，但與阿迪達斯合作的鞋子也同樣充滿塞國元素。從2012年5月開始，喬科維奇與日本品牌公司優衣庫簽訂了長達五年的合約，成為優衣庫全球品牌大使。
2017年法网前夕，德约科维奇与优衣库的五年合约到期，双方并未选择续约。网传德约科维奇将与从未合作过的NIKE合作，但最终塞尔维亚人在法网期间穿着法国品牌Lacoste，正式宣布成为Lacoste的代言人。也成为Lacoste近几年签下的网坛最大牌的球星。2018年温网，德约科维奇暌违近2年之后再度夺得大满贯冠军，职业生涯大满贯冠军数量来到13个，也是Lacoste暌违7年之后，再度有旗下球员赢得大满贯单打冠军，上一届为2011年美国网球公开赛，由澳洲球员萨曼莎·斯托瑟夺得。另外，与优衣库合作的5年期间，德约科维奇的鞋子继续由Adidas赞助，从2018年开始则展开与亚瑟士（ASICS）合作。
轉職業之初到2008年期間，喬科維奇的球拍贊商為威爾森公司，隨後他使用的是海德球拍。一開始是使用Head YouTek Speed Pro racquet型號，從2011年澳網開始改為Head's YouTek IG Speed Pro 18/20。
另外，喬科維奇也是瑞士鐘錶公司愛彼的形象大使，隨後的時間陸續成為梅賽德斯-賓士、寶獅汽車、龐巴迪宇航、精工、澳新銀行等公司的代言人。2014年初，德约科维奇成为知名手表精工的全球形象代言人，并续约至2020年。目前，德约科维奇全球商业合作伙伴主要有LACOSTE、HEAD、ASICS、HUBLOT等。
早年，喬科維奇的經紀公司為以色列的阿密特·諾爾（Amit Naor），旗下運動員還有馬拉特·薩芬和迪娜拉·薩芬娜兩兄妹。隨後他簽約了CAA公司。2012年夏天，喬科維奇成為著名經紀公司IMG旗下運動員，與莎拉波娃、李娜等運動員同門。

### 流行文化
由於外向和愛搞怪的個性，加上其會講多國語言，2011年取得輝煌成就之後，喬科維奇成為全球各地尤其是美國娛樂脫口秀節目的常客，如NBC的《今天》、《傑·雷諾今夜秀》（The Tonight Show with Jay Leno），CBS的《早間秀》，TBS的《柯南秀》等都採訪過他。2008年5月，他作為特別嘉賓出現在歐洲歌唱大賽中，最後唱了一首和貝爾格萊德有關的歌。2012年，喬科維奇被《時代週刊》評為2012年最具影響力的一百個人其中一員。
另外，由於他經常在球場上或私底下模仿網壇眾球星，有關他的模仿的影片也一直是影音網站熱門的點閱影片。職業生涯以來他模仿過莎拉波娃、納達爾、李娜、小威廉斯或眾網壇名宿。

### 慈善活動
喬科維奇於2007年成立了個人基金會，名為「諾瓦克·喬科維奇基金會」。主要致力於幫助兒童健康成長以及兒童的學前教育。喬科維奇曾經說過自己成長於一個戰火紛飛的國度，因此周遭的小孩並不敢奢望夢想什麼。希望能通過一己之力幫助需要幫助的人。另外，他本人也是聯合國兒童基金會大使。
2014年羅馬大師賽期間，塞爾維亞和波斯尼亞發生歐洲近幾十年來最大的洪災，喬科維奇及其團隊在場上打出了“支持塞爾維亞和波斯尼亞”的橫幅，期望外界給與這兩個國家援助。而喬本人在羅馬奪冠所獲得的獎金也悉數捐給了祖國災區，旗下的「諾瓦克·喬科維奇基金會」
也啟動了援助機制。

### 自傳
2013年，喬科維奇出版了個人第一本自傳書“Serve to win”（中國大陸譯為《德約科維奇：一發致勝-我的14天身心逆轉計劃》，台灣譯為《喬科維奇身心健康書-14天逆轉勝營養計畫》）。全書介紹了喬科維奇童年與職業生涯的生活，但主要介紹他的個人飲食計劃。全書內容分為序章、正文八章、後記和附錄，目前已經被翻譯成多個語言版本。

## 評價
德约科维奇被認為是有史以來最偉大的網球運動員之一。在 2011 賽季取得巨大成功之後，他開始登上歷史最佳球員名單。2011年末，羅德·拉沃爾將德约科维奇列為公開時代十大男球員中的第六名。根據蒂姆·亨曼 2012 年 6 月的聲明，德约科维奇“可能是網球歷史上排名前八的球員”。安德烈·阿格西在 2012 年 9 月表示，費德勒、納達爾和德约科维奇“很可能是網球史上最偉大的三位球員”。2012 年 3 月，同時代的競爭對手安迪·穆雷將德约科维奇描述為“有史以來最偉大的球員之一”。2013 年美國公開賽之後，在 2013 年 9 月的史上最偉大球員名單中，國際商業時報的作家傑森勒米爾將當時六次獲得大滿貫冠軍的塞爾維亞人排在第七位，位於費德勒、納達爾、桑普拉斯、拉沃爾、博格和阿格西之後。2014 年 1 月，ESPN 作家霍華德·布萊恩特稱他為“是世界上最好的純網球運動員”。
安德烈·阿加西認為喬科維奇可以比肩費德勒和納達爾成為網球歷史最偉大的三個球員之一。而羅德·拉沃則在他個人「公開化年代十大最佳球員」中將喬科維奇排在第六位。而《國際財經時報》則將他排在網球歷史上最偉大男球員第七位。
2015 年 4 月，亨曼對德约科维奇在史上最偉大球員中的地位發表了另一篇評論，稱“他被認為與費德勒和納達爾並列，成為有史以來最偉大的球員之一只是時間問題”。在 2014 年 11 月宣布他為“史上最偉大的人物之一”後，約翰·麥肯諾在 2015 年贏得溫布爾登網球公開賽冠軍後，將德约科维奇置於歷史前五名，這是德约科维奇的第九個大滿貫賽事冠軍頭銜：“我的前四名是拉沃爾、桑普拉斯、羅杰和納達爾，但諾瓦克排名第五，而且還在上升中。安德魯·卡斯爾 在 2016 年 1 月表示，德约科维奇“無疑正在朝著這項運動史上最偉大球員的方向邁進”。2016 年 6 月，一個由 40 多名 ESPN 網球分析師組成的小組將德约科维奇列為歷史上男女網球運動員前 20 名的第八名； 他在男性中排名第五，僅次於費德勒、拉沃爾、桑普拉斯和博格。羅德·拉沃 在 2016 年表示，德约科维奇與費德勒並列有史以來最好的球員。2018 年 2 月，德约科维奇在 Tennis.com 的公開賽時代 50 位最偉大男球員名單中排名第 5，僅次於費德勒、拉沃爾、納達爾和桑普拉斯。2019 年 2 月，克里斯·艾芙特和琳賽·黛文波特表示，德约科维奇將打破歷史上贏得大滿貫冠軍次數最多的紀錄。
有些觀察家、網球運動員和教練將德约科维奇描述為有史以來最偉大的球員，因為他在網球最強大的時代之一戰勝了頂級球員和最大的對手，贏得獎杯。目前，德约科维奇在與三巨頭所有成員的正面交鋒記錄中領先，他正在擊敗三巨頭成員贏得最多的大滿貫的征途上。此外，在通往大滿貫獎杯的道路上，他贏得的平均排名高於羅傑·費德勒和拉斐爾·納達爾。佩卡什強調，德约科维奇是在法網擊敗納達爾的兩名球員之一，他認為這是“網球界最大的挑戰”。理查·克列治西克和體育輿論網站 The Roar 表示，德约科维奇應該被認為是有史以來最偉大的球員，因為他是從最偉大的競爭對手中唯一一個連續贏得四項大滿貫的人。 在2021年溫布登錦標賽後，安德魯·卡斯爾表示德约科维奇已經超越羅傑·費德勒和拉法·納達爾，成為最偉大網球員，因為他是三人唯一不止一次贏得大滿貫的人。帕特里克·穆拉托格魯說：“諾瓦克是有史以來最全面的球員，這使他能夠找到解決球場上大多數問題的方法，在不同型態的球場上都能如此。這解釋了為什麼他現在處於 GOAT 的最佳位置”。
德约科维奇被廣為認定是這項運動歷史上最偉大的接發球者之一，甚至被認為是有史以來最好的接發球者安德烈·阿格西對他讚譽有加。雖然談得有點遠，網球教練尼克·博萊蒂耶里一直稱讚德约科维奇是“有史以來最完整的球員”和“有史以來最完美的球員”:當你看網球歷史上的比賽球員時，我不相信任何人都可以如德约科维奇球場上表現。我不認為你能在他的比賽中找到弱點。他的動作、個性，他的發球回傳、他的發球、出色的觸球，上網時毫不猶豫，出色的發球。總體而言，幾乎每個玩家都有一個弱點； 對我來說，他沒有。他可能是我 60 多年來見過的最好的球員。網球專家將許多德约科维奇的比賽歸為有史以來最偉大的比賽，2012 年澳大利亞網球公開賽決賽被認為是有史以來最偉大的比賽之一。一些長期的分析家認為德约科维奇與納達爾的對決是網球歷史上最好的對決，主要是因為他們創造的比賽品質。

## 特殊紀錄
喬科維奇職業生涯比賽創造了很多屬於個人的紀錄，包括2011年最長的41連勝，奪得年度三大滿貫冠軍，五座大師賽冠軍等。由於2011年的優異表現，喬科維奇在2012年初被勞倫斯世界體育獎評為2012年度最佳男子運動員，這也是體育界的最高榮譽。另外由於在大滿貫和戴維斯盃的表現，2011年至2013年連續三年被ITF授予年度冠軍獎。

## 生涯統計

### 大滿貫與年終賽年表
指引：
| W | F | SF | QF | #R | RR | LQ (Q#) | A | P | Z# | PO | SF-B | F-S | G | NMS | NH | NQ |

W：冠軍；F：亞軍；SF：四強；QF：八強；#R：前四輪；RR：小組賽；LQ：止步資格賽；A：缺席；P：比赛延期；Z#：戴维斯杯/联合会杯组别赛（#表示级别）；PO：參與戴維斯盃/联合会杯附加赛；SF-B：奧運會銅牌；F-S：奧運會銀牌；G：奧運會金牌；NMS：非ATP1000大師賽系列；NH：該賽事本年度未舉行；NQ：未入圍。
| 賽事             | 2005 | 2006 | 2007 | 2008 | 2009 | 2010 | 2011 | 2012 | 2013 | 2014 | 2015 | 2016 | 2017 | 2018 | 2019 | 2020 | 2021 | 2022 | 2023 | 2024 | 2025 | 奪冠率 | 勝-負  | 勝率 |
| ---------------- | ---- | ---- | ---- | ---- | ---- | ---- | ---- | ---- | ---- | ---- | ---- | ---- | ---- | ---- | ---- | ---- | ---- | ---- | ---- | ---- | ---- | ------ | ------ | ---- |
| 澳洲網球公開賽   | 1R   | 1R   | 4R   | W    | QF   | QF   | W    | W    | W    | QF   | W    | W    | 2R   | 4R   | W    | W    | W    | A    | W    | SF   | SF   | 10/20  | 99–10  | 91%  |
| 法國網球公開賽   | 2R   | QF   | SF   | SF   | 3R   | QF   | SF   | F    | SF   | F    | F    | W    | QF   | QF   | SF   | F    | W    | QF   | W    | QF   | SF   | 3/21   | 101–17 | 86%  |
| 溫布頓網球錦標賽 | 3R   | 4R   | SF   | 2R   | QF   | SF   | W    | SF   | F    | W    | W    | 3R   | QF   | W    | W    | NH   | W    | W    | F    | F    | SF   | 7/20   | 102–13 | 89%  |
| 美國網球公開賽   | 3R   | 3R   | F    | SF   | SF   | F    | W    | F    | F    | SF   | W    | F    | A    | W    | 4R   | 4R   | F    | A    | W    | 3R   |      | 4/18   | 90–14  | 87%  |
| 勝–負            | 5–4  | 9–4  | 19–4 | 18–3 | 15–4 | 19–4 | 25–1 | 24–3 | 24–3 | 22–3 | 27–1 | 21–2 | 9–3  | 21–2 | 22–2 | 16–2 | 27–1 | 11–1 | 27–1 | 14–2 | 15–3 | 24/79  | 392–54 | 88%  |
| 年終總決賽       | NQ   | NQ   | RR   | W    | RR   | SF   | RR   | W    | W    | W    | W    | F    | NQ   | F    | RR   | SF   | SF   | W    | W    | A    |      | 7/16   | 50–18  | 74%  |

- 喬科維奇在2011年法國網球公開賽八強與2016年美國網球公開賽第二輪與2024年溫布頓網球錦標賽八強皆為不戰而勝(walkover)，因此不列入勝場數計算。

### 大滿貫決賽

#### 冠軍（24）
| 年份 | 比賽                 | 場地 | 決賽對手   | 對手國籍 | 勝方比分                     |
| ---- | -------------------- | ---- | ---------- | -------- | ---------------------------- |
| 2008 | 澳洲網球公開賽       | 硬地 | 特松加     | 法國     | 4–6、6–4、6–3、7–62          |
| 2011 | 澳洲網球公開賽 (2)   | 硬地 | 穆雷       | 英國     | 6–4、6–2、6–3                |
| 2011 | 溫布頓網球錦標賽     | 草地 | 纳达尔     | 西班牙   | 6–4、6–1、1–6、6–3           |
| 2011 | 美國網球公開賽       | 硬地 | 纳达尔     | 西班牙   | 6–2、6–4、63–7、6–1          |
| 2012 | 澳洲網球公開賽 (3)   | 硬地 | 纳达尔     | 西班牙   | 5–7、6–4、6–2、65–7、7–5     |
| 2013 | 澳洲網球公開賽 (4)   | 硬地 | 穆雷       | 英國     | 62–7、7–63、6–3、6–2         |
| 2014 | 溫布頓網球錦標賽 (2) | 草地 | 费德勒     | 瑞士     | 67–7、6–4、7–64、5–7、6–4    |
| 2015 | 澳洲網球公開賽 (5)   | 硬地 | 穆雷       | 英國     | 7–65、64–7、6–3、6–0         |
| 2015 | 溫布頓網球錦標賽 (3) | 草地 | 费德勒     | 瑞士     | 7–61、106–7、6–4、6–3        |
| 2015 | 美國網球公開賽 (2)   | 硬地 | 费德勒     | 瑞士     | 6–4、5–7、6–4、6–4           |
| 2016 | 澳洲網球公開賽 (6)   | 硬地 | 穆雷       | 英國     | 6–1、7–5、7–63               |
| 2016 | 法國網球公開賽       | 紅土 | 穆雷       | 英國     | 3–6、6–1、6–2、6–4           |
| 2018 | 溫布頓網球錦標賽 (4) | 草地 | 安德森     | 南非     | 6–2、6–2、7–63               |
| 2018 | 美國網球公開賽 (3)   | 硬地 | 德爾波特羅 | 阿根廷   | 6–3、7–64、6–3               |
| 2019 | 澳洲網球公開賽 (7)   | 硬地 | 纳达尔     | 西班牙   | 6–3、6–2、6–3                |
| 2019 | 溫布頓網球錦標賽 (5) | 草地 | 费德勒     | 瑞士     | 7–65、1–6、7–64、4–6、13–123 |
| 2020 | 澳洲網球公開賽 (8)   | 硬地 | 蒂姆       | 奧地利   | 6–4、4–6、2–6、6–3、6–4      |
| 2021 | 澳洲網球公開賽 (9)   | 硬地 | 梅德韋傑夫 | 俄羅斯   | 7–5、6–2、6–2                |
| 2021 | 法國網球公開賽 (2)   | 紅土 | 西西帕斯   | 希臘     | 6–7、2–6、6–3、6–2、6–4      |
| 2021 | 溫布頓網球錦標賽(6)  | 草地 | 貝雷蒂尼   | 義大利   | 64–7、6–4、6–4、6–3          |
| 2022 | 溫布頓網球錦標賽(7)  | 草地 | 基里奥斯   | 澳大利亚 | 4–6、6–3、6–4、77–63         |
| 2023 | 澳洲網球公開賽 (10)  | 硬地 | 西西帕斯   | 希臘     | 6–3、7–64、7–65              |
| 2023 | 法國網球公開賽 (3)   | 紅土 | 鲁德       | 挪威     | 7–61、6–3、7–5               |
| 2023 | 美國網球公開賽 (4)   | 硬地 | 梅德韋傑夫 | 俄羅斯   | 6–3、7–65、6–3               |

#### 亞軍（13）
| 年份 | 比賽                 | 場地 | 決賽對手   | 對手國籍 | 勝方比分                  |
| ---- | -------------------- | ---- | ---------- | -------- | ------------------------- |
| 2007 | 美國網球公開賽       | 硬地 | 费德勒     | 瑞士     | 7–64、7–62、6–4           |
| 2010 | 美國網球公開賽 (2)   | 硬地 | 纳达尔     | 西班牙   | 6–4、5–7、6–4、6–2        |
| 2012 | 法国網球公開賽       | 红土 | 纳达尔     | 西班牙   | 6–4、6–3、2–6、7–5        |
| 2012 | 美國網球公開賽 (3)   | 硬地 | 穆雷       | 英國     | 7–610、7–5、2–6、3–6、6–2 |
| 2013 | 溫布頓網球錦標賽     | 草地 | 穆雷       | 英國     | 6–4、7–5、6–4             |
| 2013 | 美國網球公開賽 (4)   | 硬地 | 纳达尔     | 西班牙   | 6–2、3–6、6–4、6–1        |
| 2014 | 法国網球公開賽 (2)   | 红土 | 纳达尔     | 西班牙   | 3–6、7–5、6–2、6–4        |
| 2015 | 法国網球公開賽 (3)   | 红土 | 瓦林卡     | 瑞士     | 4–6、6–4、6–3、6–4        |
| 2016 | 美國網球公開賽 (5)   | 硬地 | 瓦林卡     | 瑞士     | 16–7、6–4、7–5、6–3       |
| 2020 | 法国網球公開賽 (4)   | 红土 | 纳达尔     | 西班牙   | 6–0、6–2、7–5             |
| 2021 | 美國網球公開賽 (6)   | 硬地 | 梅德韋傑夫 | 俄羅斯   | 6–4、6–4、6–4             |
| 2023 | 溫布頓網球錦標賽 (2) | 草地 | 阿尔卡拉斯 | 西班牙   | 1–6、7–66、6–1、3–6、6–4  |
| 2024 | 溫布頓網球錦標賽 (3) | 草地 | 阿尔卡拉斯 | 西班牙   | 6–2、6–2、7–64            |

### 年終總決賽

#### 冠軍（7）
| 年份 | 賽事 | 場地     | 決賽對手 | 勝方比分  |
| 2008 | 上海 | 室內硬地 | 达维登科 | 6–1、7–5  |
| 2012 | 倫敦 | 室內硬地 | 費德勒   | 7–66、7–5 |
| 2013 | 倫敦 | 室內硬地 | 納達爾   | 6–3、6–4  |
| 2014 | 倫敦 | 室內硬地 | 費德勒   | 赛前退赛  |
| 2015 | 倫敦 | 室內硬地 | 費德勒   | 6–3、6–4  |
| 2022 | 杜林 | 室內硬地 | 魯德     | 7–5、6–3  |
| 2023 | 杜林 | 室內硬地 | 辛納     | 6–3、6–3  |

#### 亞軍（2）
| 年份 | 賽事 | 場地     | 決賽對手 | 勝方比分 |
| 2016 | 倫敦 | 室內硬地 | 穆雷     | 6–3、6–4 |
| 2018 | 倫敦 | 室內硬地 | 茲維列夫 | 6–4、6–3 |

### 奧運會

#### 男子單打
| 獎項 | 年份 | 比賽       | 場地 | 決賽對手 | 對手國籍 | 勝方比分   |
| ---- | ---- | ---------- | ---- | -------- | -------- | ---------- |
| 銅牌 | 2008 | 北京奧運會 | 硬地 | 布萊克   | 美國     | 6-3、7-64  |
| 金牌 | 2024 | 巴黎奧運會 | 紅土 | 阿卡拉茲 | 西班牙   | 7-63、7-62 |

## 另見
- 瑪格麗特·考特
- 小威廉絲

## 延伸閱讀
- 諾瓦克·德约科维奇. . 北京: 北京聯合出版公司. 2014年. ISBN 9787550234635.
- 莫书莹, 梁杨. . 外灘畫報. 2013-10-15  [2014-08-05]. （原始内容存档于2014-08-11）.
- Grossekathöfer, Maik. . Der Spiegel. 2011-10-07  [2011-10-07]. （原始内容存档于2011-10-08）.
- Price, S.L. . Sports Illustrated. 2011-05-23, 114 (21)  [2011-06-09]. （原始内容存档于2011-05-22）.
- Scocca, Tom. . GQ. 2011-11-29  [2011-11-30]. （原始内容存档于2011-11-30）.

## 外部連結
- 官方网站（英文）（塞爾維亞文）
- 諾瓦克·喬科維奇基金會（页面存档备份，存于）（英文）（塞爾維亞文）
- 諾瓦克·喬科維奇（英文/西班牙文）的官方資料
- 諾瓦克·喬科維奇的國際網球總會 職業／青少年 官方資料（英文）
- 諾瓦克·喬科維奇的官方資料（英文）
- 諾瓦克·喬科維奇在互联网电影资料库（IMDb）上的資料（英文）
- Novak Djokovic的X（前Twitter）
- Novak Djokovic的Instagram帳戶 （页面存档备份，存于）
- Novak Djokovic的Facebook專頁 （页面存档备份，存于）